# Idioma eslovaco
El eslovaco (slovenčina, slovenský jazykⓘ) es una lengua eslava del grupo occidental hablada principalmente en la República de Eslovaquia, donde es la lengua oficial. Desde 2004, es una de las 24 lenguas oficiales de la Unión Europea. Es también lengua cooficial de Voivodina, una provincia autónoma del norte de Serbia. También hay minorías de habla eslovaca en la República Checa, Hungría, Ucrania (Rutenia Subcarpática, checoslovaca de 1918 a 1938), Austria, Polonia y Rumanía. Fuera de Europa, existen comunidades de inmigrantes que han conservado el uso de su lengua, especialmente en Estados Unidos, Canadá y Australia. 
Se estima que la hablan unos 5,2 millones de personas (2015), de las cuales unos 4,34 millones en Eslovaquia (2012).
Su pariente lingüístico más cercano es el checo, con el cual es mutuamente inteligible. La mayoría de los eslovacos y checos adultos son capaces de entenderse sin dificultad, ya que han estado en constante contacto con ambas lenguas a través de la radio y la televisión de Checoslovaquia hasta la disolución del país en 1993. Los más jóvenes pueden tener dificultades para entender determinadas palabras que son muy diferentes en ambas lenguas o cuando el interlocutor habla demasiado rápido. Sin embargo, sigue siendo posible utilizar el eslovaco en la comunicación oficial con las autoridades checas. Los libros y las películas en checo gozan de una amplia difusión en Eslovaquia. También es posible una intercomprensión más limitada con el polaco.
El eslovaco no debe confundirse con el esloveno (slovenščina), ya que si bien es otra lengua del grupo eslavo, se trata de dos idiomas distintos: el esloveno forma parte del grupo del eslavo meridional occidental (como el idioma croata), mientras que el eslovaco es parte del eslavo occidental, como el checo o el polaco.
Al igual que la mayoría de las lenguas eslavas, el eslovaco se declina (seis casos), tiene tres géneros (masculino, femenino y neutro) y sus verbos tienen aspecto perfectivo o imperfectivo. Es una lengua fusionante con un complejo sistema morfológico (caracterizado por un rico sistema de prefijos y sufijos derivativos, así como de diminutivos) y un orden de palabras relativamente flexible. Su vocabulario está muy influido por el latín, el alemán, el húngaro y otras lenguas eslavas. En cuanto a la pronunciación, las palabras eslovacas se acentúan siempre en la primera sílaba y existen vocales largas y cortas; una peculiaridad del eslovaco es que la r y la l pueden hacer de vocales, lo que da lugar a palabras aparentemente carentes de vocales, como prst ("dedo").
Los distintos dialectos del eslovaco se pueden clasificar en tres grandes grupos: el occidental (el más cercano al checo, especialmente a las variedades moravas), el central y el oriental (que presenta rasgos comunes con el polaco y las lenguas eslavas orientales y es el más alejado de la lengua estándar). No todos los dialectos son plenamente inteligibles entre sí, por lo que un hablante de Eslovaquia occidental puede tener dificultades para entender un dialecto oriental y a la inversa.
Hasta el siglo XVIII, la lengua literaria en Eslovaquia era el checo. El eslovaco literario moderno fue codificado sobre la base del dialecto central a mediados del siglo XIX, en gran parte gracias al lingüista Ľudovít Štúr. El eslovaco utiliza un alfabeto latino de 46 grafemas similar al del checo, con dígrafos y numerosos signos diacríticos.

## Aspectos históricos, sociales y culturales

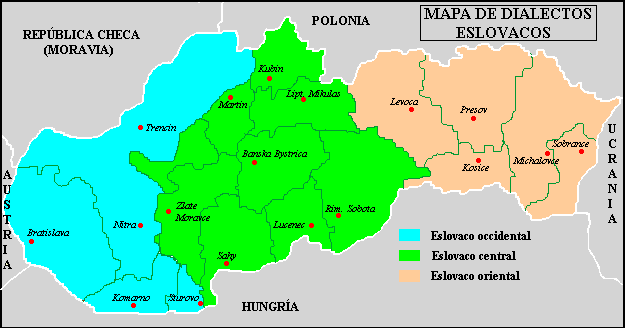
Dialectos del idioma eslovaco

El eslovaco comparte con el moravo y el checo un origen común. Las tres lenguas constituyen uno de los tres subgrupos del grupo eslavo occidental, el checo-eslovaco. (los otros dos son el subgrupo lejítico y el subgrupo sorabo). Convencionalmente, las variedades coloquiales de eslovaco se agrupan en tres divisiones:
- Eslovaco occidental, geográficamente cercano al moravo.
- Eslovaco central
- Eslovaco oriental

## Historia

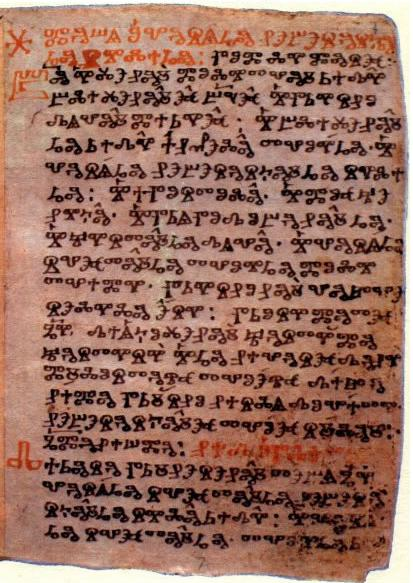
El misal de Kiev, escrito en el en eslavo antiguo (que, sin embargo, no es un ancestro del eslovaco)

La historia de la lengua eslovaca se divide tradicionalmente en dos épocas principales, que a su vez se dividen en varios periodos:
- época preliteraria (predspisovné obdobie), desde el siglo IX hasta finales del XVIII:
  - Período preliterario primitivo (rané predspisovné obdobie), siglos IX al X;
  - período preliterario antiguo (staršie predspisovné obdobie), siglos XI al XV;
  - período preliterario reciente (mladšie predspisovné obdobie), siglos XVI al XVIII;
- época literaria (spisovné obdobie), desde finales del siglo XVIII hasta la actualidad:
  - Período de Bernolák (de 1787 a 1844);
  - Período de Štúr (de 1844 a 1852);
  - Periodo de la Reforma (obdobie reformné, de 1852 a 1863);
  - Período de la Matica slovenská (de 1863 a 1875);
  - Periodo de Martin (de 1875 a 1918);
  - período de entreguerras (de 1919 a 1940);
  - período moderno (desde 1940).

### Época preliteraria

#### SiglosIXalX
La historia de la lengua eslovaca comienza en el siglo IX, cuando los dialectos protoeslavos hablados en la parte septentrional de la llanura panónica empiezan a diferenciarse, especialmente en el principado de Nitra, que constituye el primer estado eslovaco conocido, y más tarde en la Gran Moravia. En 863, Cirilo y Metodio llegaron a la Gran Moravia y el eslavo antiguo se convirtió en la lengua litúrgica. Normalmente se escribía en alfabeto glagolítico, más tarde también en alfabeto cirílico (raramente en alfabeto latino). Entre los documentos encontrados de esta época, uno de los más importantes es el misal de Kiev, un libro de oraciones que data del siglo X y que quizá sea el documento más antiguo conocido escrito en una lengua eslava. Aunque está escrito en eslavo antiguo, una lengua eslava meridional, el lenguaje utilizado contiene elementos característicos de las lenguas eslavas occidentales.

#### SiglosXIalXV
Este periodo del desarrollo del eslovaco se caracteriza principalmente por la evolución de la lengua hablada y el uso del latín en el territorio de la actual Eslovaquia. El latín era la lengua que utilizaba el Reino de Hungría en la educación, la religión y la administración. Los documentos de la época escritos en latín contienen muchas palabras eslovacas, topónimos e incluso préstamos. El acta de Zobor (1113) hace referencia a Boencza (Bojnice) y a las aguas del Vvac (Váh). Este periodo también se caracteriza por la aparición gradual del checo en Eslovaquia a partir del siglo XIV.

#### SiglosXVIalXVIII
La llegada del humanismo y el Renacimiento a Eslovaquia vino acompañada de los primeros textos impresos en eslovaco, como el rito de Esztergom (Ostrihomský rituál) en 1625. Mientras que el latín iba perdiendo terreno, el checo se convirtió en la lengua del protestantismo en 1610. No obstante, los eslovacos utilizan un checo eslovaquizado: ě, au y ř suelen sustituirse por e, ú y r, y algunas formas se toman prestadas del eslovaco.
En la educación, la administración e incluso la literatura comienzan a utilizarse hablas denominadas "eslovaco culto" (kultúrna slovenčina), que aún no está normalizado y no cuenta con una estructura y ortografía uniformes. Se distinguen tres formas: occidental, central y oriental, cada una con sus propias variantes y diferentes influencias regionales. Uno de los primeros textos conocidos en eslovaco culto oriental es una carta amenazante dirigida a la ciudad de Bardejov datada alrededor de 1493 que contiene elementos de origen ucraniano y comienza así: "Vy zly a nespravedlivy lvde bardiowcy vi ste naszych bratow daly zveszaty lvdy dobrich a nevinnich iako mordere necnotlyvy ktory any vam ani zadnomv nicz nebili vinni" ("Vosotros, gente malvada e injusta de Bardejov, habéis ahorcado a nuestros hermanos, hombres buenos e inocentes, como asesinos insensibles, [personas] que no os han hecho nada a vosotros ni a nadie").
En esta época aparecen las primeras descripciones del eslovaco. En Grammatica Slavico-Bohemica (1746), Pavel Doležal compara la norma del checo bíblico con el checo eslovaquizado. Un diccionario latín-eslovaco de 1763, Syllabus Dictionarii Latino-Slavonicus, probablemente escrito en gran parte por Romuald Hadbávny, un monje de la Orden camaldulense de Červený Kláštor, contiene también una breve introducción a la ortografía y la gramática de la lengua. La Biblia Camaldulense (Swaté Biblia Slowénské aneb Pisma Swatého, 1756 y 1759) es la primera traducción completa conocida al eslovaco de la Biblia.

### Época literaria
El año 1787 marcó un punto de inflexión en la historia del eslovaco: ese año se produjo uno de los intentos más importantes de normalización del eslovaco literario o eslovaco estándar (spisovná slovenčina).

#### Período de Bernolák (de 1787 a 1844)

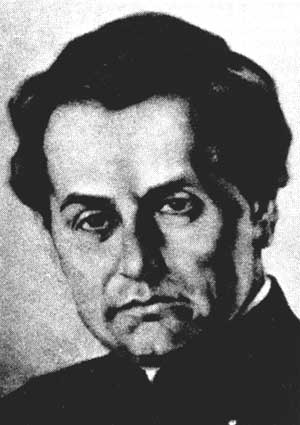
Anton Bernolák (1762-1813), autor de la primera normalización de la lengua eslovaca.

El primer intento importante de normalización el eslovaco se debe al sacerdote católico Anton Bernolák, que publicó en 1787 la Dissertatio philologico-critica de literis Slavorum y su apéndice Orthographia. Continuó describiendo su lengua en Grammatica Slavica (1790) y Etymologia vocum Slavicarum (1790). La lengua de Bernolák, comúnmente denominada bernolákovčina, se basa en el eslovaco culto occidental, en particular en el habla de Trnava, aunque con elementos del eslovaco central  (especialmente el sonido ľ). La nueva norma no es unánimemente aceptada: uno de los principales críticos es el escritor Jozef Ignác Bajza, que defiende su propia versión del eslovaco literario frente a los seguidores de Bernolák y se considera el primero en haber normalizado el eslovaco. No obstante, el nuevo eslovaco estándar se utiliza en algunas escuelas y aparecen obras literarias en bernolákovčina: uno de los escritores más activos es Juraj Fándly. Bernolák continuó trabajando sobre su lengua, y tras su muerte se publica su diccionario eslovaco-checo-latino-alemán-húngaro en cinco volúmenes (Slowár Slowenskí, Česko-Laťinsko-Ňemecko-Uherskí, 1825-1827).
La lengua de Bernolák se caracteriza, entre otros, por los siguientes rasgos, que difieren del eslovaco moderno:
- no existen y ni ý, siempre se escribe i o í;
- en lugar de j, g y v, encontramos respectivamente g, ǧ y w;
- todos los sustantivos empiezan con mayúscula, como en alemán;
- no hay diptongos;
- no existe la regla rítmica;
- existe el vocativo;
- hay algunas diferencias en las declinaciones y el vocabulario.

#### Período de Štúr (de 1844 a 1852)

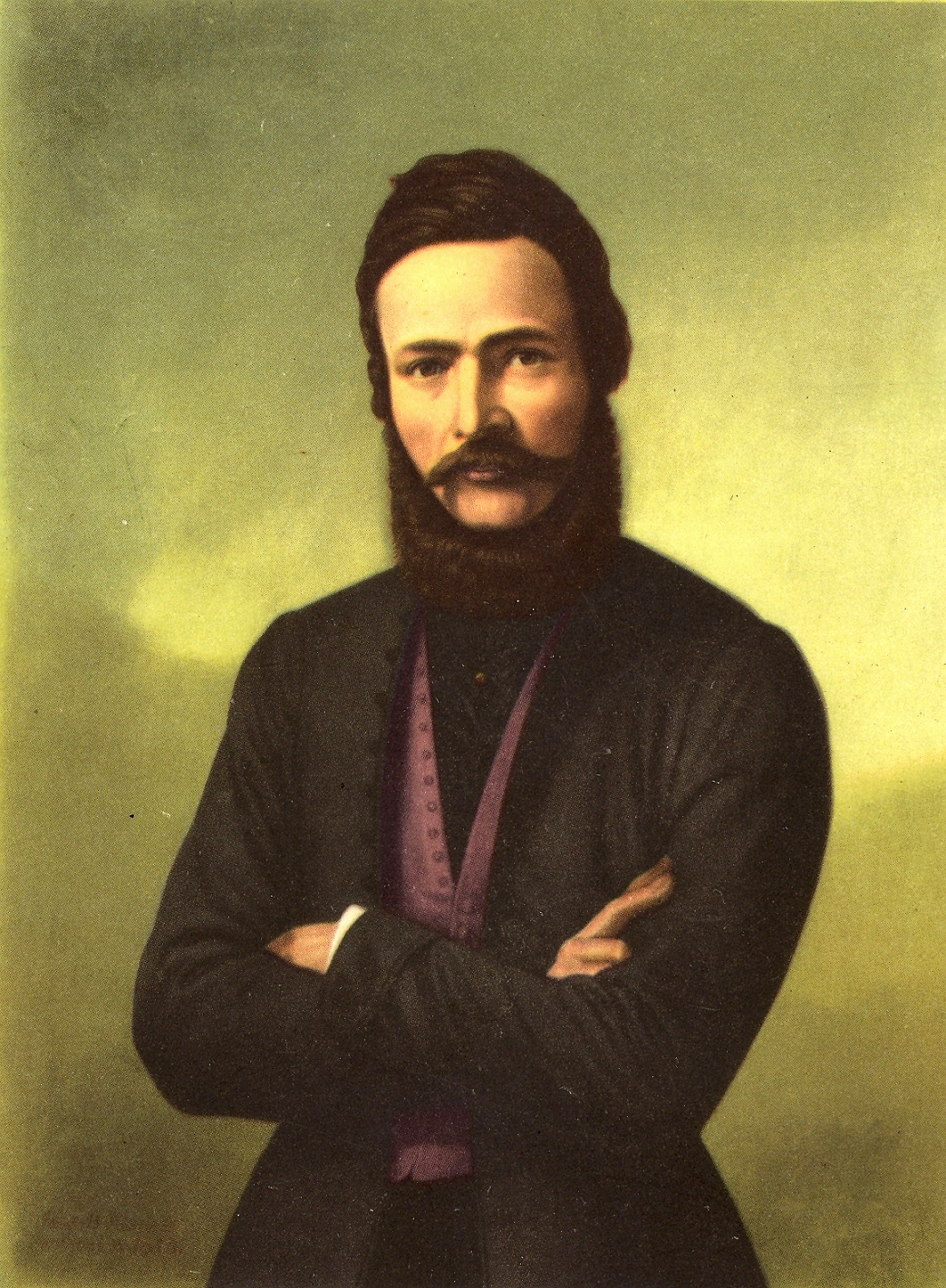
Ľudovít Štúr (1815-1856), figura clave de la historia de Eslovaquia.

El segundo intento de normalización es obra de Ľudovít Štúr y es aprobado en una reunión de la sociedad cultural de Tatrín en Liptovský Mikuláš, en agosto de 1844. En 1846, Štúr publicó las obras Nauka reči slovenskej ("El aprendizaje de la lengua eslovaca") y Nárečja slovenskuo alebo potreba písaňja v tomto nárečí ("El dialecto eslovaco o la necesidad de escribir en este dialecto"), en los que aboga por una lengua literaria que una a los eslovacos y describe la forma que le gustaría dar a dicha lengua, basada en el eslovaco central. Entre los rasgos que la diferencian de la propuesta de Bernolák y de las lenguas vecinas se pueden mencionar la presencia de diptongos (ja, je, uo), la ausencia de la ľ, la regla rítmica y una ortografía más cercana a la lengua actual (g, j y v representan los mismos sonidos que en la actualidad y la inicial de los sustantivos comunes no se escribe en mayúsculas).
Al igual que el bernolákovčina, el štúrovčina no está exento de polémicas. Michal Miloslav Hodža, por ejemplo, critica la ortografía de Štúr por estar demasiado aislada de las demás lenguas eslavas. Las críticas de Ján Kollár son más ásperas: se oponía a la introducción de un eslovaco literario y prefería una versión eslovaquizada del checo. Convencido de la necesidad de la unidad de todos los eslavos, consideraba que la lengua de Štúr perjudicaba esta unidad y se pronunció en su contra junto con otros escritores checos y eslovacos en Hlasowé o potřebě jednoty spisowného jazyka pro Čechy, Morawany a Slowáky ("Voces sobre la necesidad de la unidad de una lengua literaria para checos, moravos y eslovacos", 1846).

#### Período de la Reforma (de 1852 a 1863)
La reforma de la lengua de Štúr se decidió por iniciativa de Martin Hattala en una reunión celebrada en Bratislava en octubre de 1851, en la que estuvieron presentes, entre otros, el propio Štúr y sus seguidores Hodža y Hurban. La nueva ortografía fue descrita por Hattala el año siguiente en Krátka mluvnica slovenská.
La reforma afectó principalmente a la ortografía y la morfología, siendo algunos de sus aspectos principales los siguientes:
- la introducción de y e ý según criterios etimológicos;
- los diptongos ja, je y uo se escriben, respectivamente, ia, ie y ô;
- se introducen los sonidos ä y ľ;
- ď, ť, ň, ľ se escriben d, t, n, l delante de e, i y í;
- el pasado de los verbos se forma con -l en lugar de con -u o -v;
- la terminación del nominativo singular neutro de los adjetivos es -é en lugar de -uo;
- Los sustantivos neutros terminados en -ja pasan a terminar en -ie.

El principal objetivo de la reforma es acercar la ortografía y algunas formas a las demás lenguas eslavas, especialmente el checo. Esta versión del eslovaco literario es, aproximadamente, la que se sigue utilizando hoy en día.

#### Período de laMatica slovenská(de 1863 a 1875)

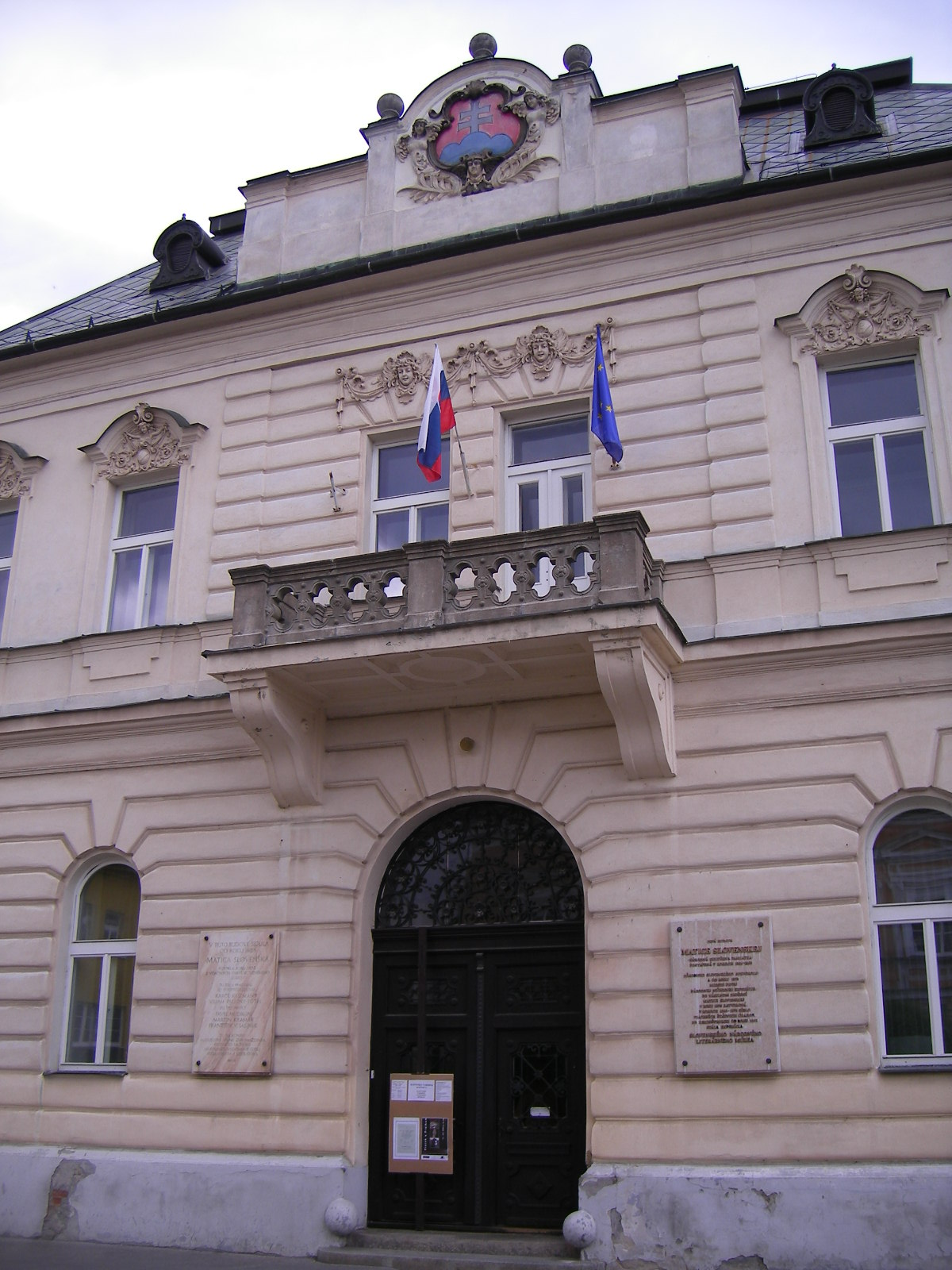
La primera sede de la Matica slovenská, en Martin.

Este período, más bien corto, está delimitado por la fundación de la Matica slovenská, en 1873, hasta su cierre en 1875, impuesto por las autoridades húngaras. La Matica slovenská ("Fundación Eslovaca") era una institución científica y cultural con sede en Martin. Contaba con una sección lingüística dirigida por Martin Hattala, cuyo objetivo era desarrollar el estándar literario de la lengua eslovaca. Durante ese periodo se efectuaron varias correcciones. Por ejemplo, algunas formas fueron sustituidas por otras más modernas: ruce y noze, los dativos y locativos de "mano" y "pie", respectivamente, fueron sustituidos por las formas más regulares ruke y nohe. Hattala publicó en 1864 Mluvnica jazyka slovenského ("Gramática de la lengua eslovaca") para difundir la norma literaria, y el sacerdote Jozef Karol Viktorin publicó ese mismo año Grammatik der slowakischen Sprache, dirigida al público extranjero.

#### Período de Martin (de 1875 a 1918)
Tras la desaparición de la primera Matica slovenská, la ciudad de Turčiansky Svätý Martin (hoy simplemente Martin) se convirtió en el centro de muchas instituciones y sociedades cuyo objetivo era el perfeccionamiento del eslovaco literario. Aquí se editaban varios periódicos en lengua eslovaca, como Orol, Národní hlásnik, Živena, etc. El rasgo más característico de este periodo es el "uso de Martin" (martinský úzus), una forma de eslovaco literario influenciado por la lengua de los habitantes de Martin y sus alrededores, pero con algunas vacilaciones en cuanto al uso de la ä, la ľ y la regla rítmica.
El lingüista Samuel Czambel publicó en 1902 Rukoväť spisovnej reči slovenskej ("Manual de la lengua literaria eslovaca") con el fin de consolidar la lengua literaria. En él, establece reglas precisas en aspectos en los que el uso de Martin vacilaba (por ejemplo, la ä sólo puede usarse tras una consonante labial) y elimina algunos arcaísmos codificados por Hattala. La norma de Czambel tuvo posteriormente varias correcciones, sobre todo por parte de Jozef Škultéty, que escribió la segunda y tercera edición de Rukoväť spisovnej reči slovenskej en 1915 y 1919.
En aquella época, los eslovacos vivían en el Reino de Hungría, gobernado por la nobleza húngara, que intentaba asimilar a los no húngaros. Sin embargo, esto no impidió el desarrollo de la lengua y la cultura eslovacas. Escritores como Svetozár Hurban-Vajanský y Pavol Országh Hviezdoslav contribuyeron al desarrollo de la lengua a finales del siglo XIX y principios del XX.

#### Período de entreguerras (1919 a 1940)

Mapa lingüístico de Checoslovaquia en 1930.

En 1918 se proclama la Primera República Checoslovaca. Los eslovacos eran autónomos por primera vez en mil años, pero la constitución de 1920 estipulaba que la lengua oficial era la "lengua checoslovaca", de la cual el checo y el eslovaco eran variantes. El eslovaco, que ya se utilizaba desde hacía tiempo, por ejemplo, en la literatura, pasó a utilizarse en todo tipo de escuelas, en la ciencia y en la administración. Se intensificó el contacto directo con el checo, que tuvo una fuerte influencia en el eslovaco. En los textos eslovacos (especialmente los administrativos) de los años 20, están presentes muchas palabras y frases con influencia checa, ya que los usuarios del eslovaco literario no siempre eran conscientes de las diferencias entre ambas lenguas.
La primera radio en eslovaco comenzó a emitir en 1926, cosa que ayudó a reforzar la forma oral de la lengua y consolidar su pronunciación. En 1931, la Matica slovenská publicó Pravidlá slovenského pravopisu ("Reglas de ortografía eslovaca") que, a pesar de su título, no sólo trata de la ortografía, sino que también contribuye a consolidar ciertos aspectos de la fonología (como la longitud de las vocales) y la ortografía (como la escritura de los prefijos s-, z-, vz-). Este libro también sirvió de base para la elaboración de manuales de eslovaco durante una década. No obstante, esta obra adopta la teoría de la existencia de una "lengua checoslovaca" e incluye en el vocabulario eslovaco palabras checas como mluviť ("hablar"), rechaza términos eslovacos en uso (por ejemplo, kefa, "cepillo") alegando que son germanismos o magiarismos, admite dos variantes para determinadas palabras siendo una de ellas la checa (svoboda, forma checa, junto a la eslovaca sloboda, “libertad”), etc. La publicación de Pravidlá slovenského pravopisu provocó la indignación del público eslovaco. Una de las reacciones a esta obra fue la publicación a partir de 1932 en Košice de Slovenská reč ("Lengua eslovaca"), una "revista mensual para los intereses de la lengua literaria", de la que la Matica slovenská se hizo cargo al año siguiente en Martin. El objetivo de esta revista era diferenciar el eslovaco del checo y oponerse a la idea de que el checo era la lengua nacional de Checoslovaquia.
La década de 1930 fue un periodo decisivo para el eslovaco, en el que se confirmó su estabilidad y viabilidad y se desarrolló su vocabulario con el fin de que pudiera utilizarse en la ciencia y otras disciplinas.

#### Período moderno (desde 1940)
En 1939, unos meses después de los Acuerdos de Múnich, Checoslovaquia se desmembró y se formó la República Eslovaca, que dejaría de existir en 1945. A pesar de las dificultades causadas por la guerra, la educación y la cultura continuaron desarrollándose y el vocabulario específico de ciertos campos aumentó. Por primera vez en su historia, el eslovaco no estaba bajo la presión de otra lengua. A partir de 1943, el estudio lingüístico del eslovaco se llevó a cabo en el nuevo Instituto de Lingüística de la Academia Eslovaca de Ciencias y Artes. En 1940 y 1953 se publicaron nuevas ediciones de Pravidlá slovenského pravopisu. La eliminación de algunas irregularidades en 1968 supuso la última reforma de la ortografía eslovaca.
La cuestión de la igualdad de trato entre las naciones checa y eslovaca, ejemplificada en la "guerra del guión", contribuyó a la disolución de la República Federal Checa y Eslovaca y a la creación de la actual República Eslovaca en 1993. La influencia del checo disminuye. Con la caída del comunismo, se abandona el ruso; muchos eslovacos pasaron a adoptar el inglés y los préstamos de esta lengua se multiplican. Finalmente, en 2004, Eslovaquia entró en la Unión Europea y el eslovaco se convirtió en una de sus lenguas oficiales.

### Evolución fonética
El eslovaco, al igual que las demás lenguas eslavas, desciende del protoeslavo, una hipotética lengua hablada entre los siglos VI y IX. Desde entonces se han producido muchas variaciones; algunas son compartidas por todas las lenguas eslavas, y otras son específicas de un pequeño grupo de lenguas o sólo de una de ellas.
En el protoeslavo, las sílabas no podían terminar con una consonante y los grupos de consonantes al principio de una sílaba eran raros. Existían dos vocales llamadas yers, que normalmente se escribían ь y ъ (en ocasiones transcritas como ĭ y ŭ), y podían ser "fuertes" o "débiles" (ley de Havlík): las yers eran fuertes delante de una yer débil, y débiles al final de una palabra o delante de una yer fuerte u otra vocal. En todas las lenguas eslavas, la mayoría de las yers débiles han desaparecido (la ь a veces deja un rastro en forma de palatalización de la consonante precedente), lo que ha dado lugar a la aparición de numerosos grupos de consonantes, característicos de las lenguas eslavas modernas. Las yers fuertes, en cambio, se han transformado en diversas vocales, dependiendo de la lengua. En eslovaco, ъ se ha convertido en o (a veces e, a o á), y ь se ha convertido en e (a veces o, a o á):
- *sъnъ → sen ("sueño");
- *dьnь → deň ("día");
- *dъždь → dážď ("lluvia").

Esta evolución explica el fenómeno de las vocales móviles, es decir, las vocales que desaparecen cuando se declinan ciertas palabras: *pьsъ ("perro") evolucionó a pes, pero su genitivo *pьsa es psa. El eslovaco, sin embargo, regularizó algunas palabras: el genitivo de domček (← *domъčьkъ, "casita") debería ser *domečka (← *domъčьka), pero en realidad es domčeka, formado de manera regular a partir del nominativo.
El protoeslavo también tenía dos vocales nasales, ę y ǫ, que ahora han perdido en todas las lenguas eslavas excepto el polaco y el casubio. En eslovaco, la ę se ha transformado en a (ä después de una consonante labial) y ia cuando era larga; ǫ se ha transformado en u o ú dependiendo de su longitud:
- *rǫka → ruka ("mano", compárese con el polaco ręka);
- *męso → mäso ("carne", compárese con el polaco mięso).

La jat', una vocal que suele transcribirse como ě, en eslovaco se ha convertido en ie y a veces se ha acortado a e:
- *světъ → svet ("mundo");
- *rěka → rieka ("río").

Los sonidos i e y se han confundido en eslovaco (aunque una i antigua suele palatalizar la consonante precedente). La ortografía conserva esta distinción, pero la i y la y se pronuncian de manera idéntica en el eslovaco moderno.
Los grupos de tipo CorC, ColC, CerC y CelC (donde C representa una consonante cualquiera) han sufrido varias modificaciones en todas las lenguas eslavas. En eslovaco, han sufrido metátesis para convertirse en CraC, ClaC, CreC y CleC respectivamente:
- *golva → hlava ("cabeza", en polaco głowa, en ruso golová),
- *dorgъ(jь) → drahý ("caro", polaco drogi, ruso dorogój),
- *berza → breza ("abedul", en polaco brzoza, en ruso berëza).

Los grupos de tipo CRьC y CRъC (donde R representa r o l) son, a su vez, el origen de las consonantes silábicas en eslovaco:
- *slьza → slza ("lágrima");
- *krъvь → krv ("sangre").

La j intervocálica suele desaparecer para dar lugar a una vocal larga: stáť ("estar de pie"), dobrá ("bueno") y poznáš ("[tú] sabes") tienen, por ejemplo, los equivalentes rusos stojátʹ, dóbraja y znáješ. Sin embargo, se ha mantenido la j en palabras como los pronombres posesivos (moja, moje); el checo ha ido más allá al permitir má y mé.
En lo que respecta a las consonantes, las lenguas eslavas han sufrido dos palatalizaciones:
- La primera palatalización transformó la k, la g y la ch en č, ž y š ante e, i, ь y j, lo que explica algunas alternancias en la conjugación y la derivación: sluha ("sirviente", la h procede de una g) / slúžiť ("servir"), plakať ("llorar") / plače ("[él] llora").
- La segunda palatalización transformó las mismas consonantes antes de ě y algunas i en ć, ź y ś (fricativas palatales), que más tarde se convirtieron en c, z y s: vojak ("soldado") / vojaci ("soldados"). El eslovaco, sin embargo, ha regularizado los efectos de esta palatalización en la declinación: na ruce ("en la mano", aún correcto en checo) se convirtió en na ruke, forma más cercana al nominativo ruka.

Entre la evolución que han sufrido las consonantes, un rasgo característico del eslovaco (y que comparte con el checo, el alto sorabo y el ucraniano) es la transformación sistemática de la g en h (por ejemplo, noha "pie" se convierte en noga en polaco, ruso o esloveno). Sólo ha sobrevivido en el grupo zg, que aparece en palabras poco frecuentes como miazga ("linfa"). En la actualidad, la g se encuentra casi exclusivamente en palabras de origen extranjero.

### Evolución de la gramática
Aunque muchos rasgos de la gramática protoeslava se han conservado en el eslovaco moderno, también se han producido algunas transformaciones:
- El dual ha desaparecido por completo. Sólo quedan algunos vestigios, como los plurales irregulares de oko ("ojo") y ucho ("oído"), respectivamente oči y uši.
- El vocativo ha desaparecido (sólo se mantiene en las expresiones fijas).
- En el protoeslavo, la terminación de los sustantivos determinaba su pertenencia a un determinado patrón de declinación. Hoy en día, se ha convertido en un factor más importante el género de la palabra. Hoy, algunos patrones de declinación han desaparecido o sólo se encuentran en algunas palabras irregulares.
- Los adjetivos tenían una forma larga y una forma corta, que se utilizaba como atributo. La forma corta ha desaparecido, excepto en algunas palabras como rád ("contento") y algunas formas de jeden ("uno"), sám ("solo") y adjetivos posesivos.
- El aoristo y el imperfecto han desaparecido, dejando sólo un único tiempo pasado. La partícula by del condicional es un vestigio del aoristo.
- El gerundio pasado ha desaparecido y el participio pasado activo, que todavía existe en el lenguaje literario, ya no se utiliza en el lenguaje cotidiano.

## Uso

### Distribución geográfica

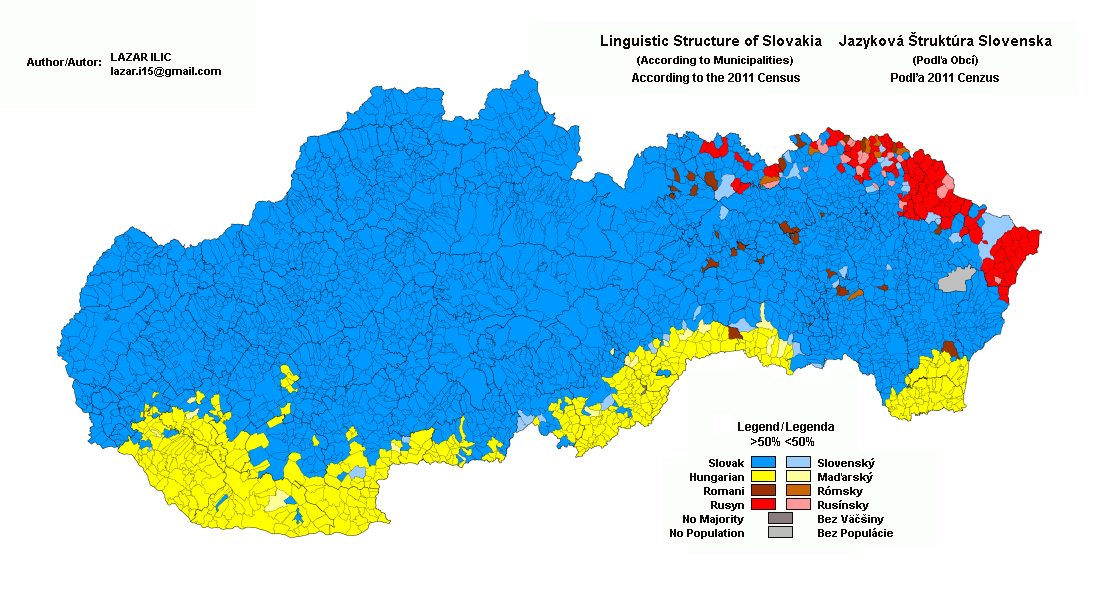
Municipios de Eslovaquia según la lengua más utilizada (el eslovaco está en azul) según el censo de 2011.

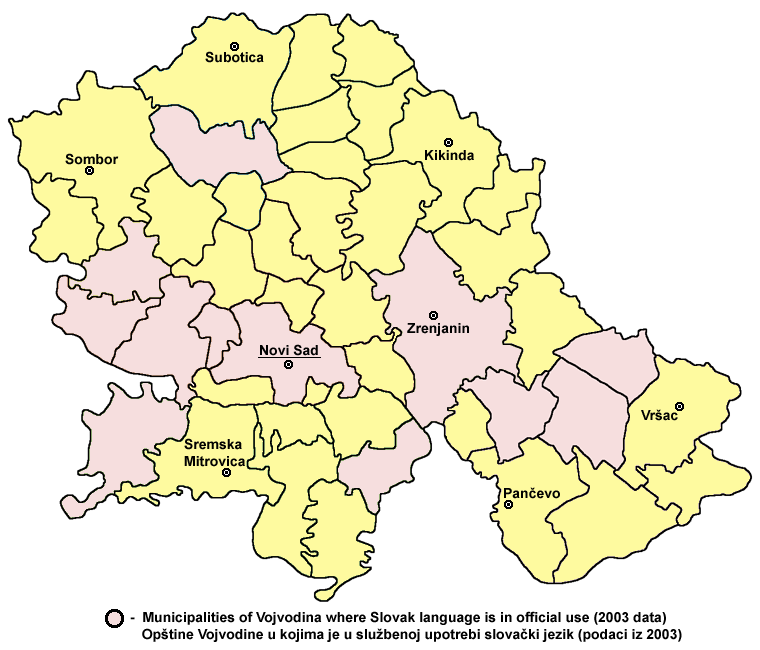
Municipios de Voivodina (Serbia) donde el eslovaco es oficial.

El eslovaco es la lengua oficial de Eslovaquia y una de las 24 lenguas oficiales de la Unión Europea. Se habla en toda Eslovaquia, aunque algunas regiones del sur del país conservan el húngaro como lengua mayoritaria, a pesar de la política de eslovaquización implementada desde el siglo XX. En algunos municipios del este del país las lenguas mayoritarias son el romaní y el rusino. En el censo de 2011, 4.337.695 habitantes de Eslovaquia (el 80,4% de la población total) declararon que el eslovaco era la lengua que utilizaban con más frecuencia en público (el 9,5% no respondió a la pregunta).
Existen minorías de habla eslovaca en los siguientes países:
- 235.475 en la República Checa (2011);[45]
- 49.796 en Serbia, de los cuales 47.760 en la provincia de Voivodina,[46] donde el eslovaco es oficial en varios municipios, como Bački Petrovac, donde los eslovacos representan el 66% de la población.[47]
- 44.147 en Hungría, de los cuales 14.605 son hablantes nativos (2011);[48]
- 12.802 en Rumanía (2011);[49]
- 10.234 en Austria (2001);[50]
- 2.633 eslovacos de los 6.397 censados en Ucrania hablan eslovaco.[51]

Entre las comunidades de emigrantes, 32.227 personas hablan eslovaco en Estados Unidos (2006-2008), 17.580 en Canadá (2011) y 4.990 en Australia (2011).
La lengua eslovaca que se habla más allá de las fronteras de Eslovaquia es tanto literaria como dialectal. Se pueden encontrar hablas eslovacas en partes de Hungría, Rumanía, Serbia, Ucrania y otros países, y suelen ser diferentes de las variedades que se hablan en Eslovaquia. Por ejemplo, en el óblast de Transcarpacia, en Ucrania, las hablas locales se han mezclado con otras lenguas.

### Relación con el checo
El checo y el eslovaco son, en general, mutuamente inteligibles: no es raro que un checo y un eslovaco mantengan una conversación en la que cada uno habla en su propia lengua. Sin embargo, desde la disolución de Checoslovaquia, los checos y los eslovacos están menos expuestos a la lengua de sus vecinos (en la televisión estatal tenían presencia ambos idiomas), y los más jóvenes pueden tener dificultades de comprensión del otro idioma. A los checos les resulta más complicado entender el eslovaco que a la inversa, en parte porque los checos están menos expuestos al eslovaco que los eslovacos al checo.
En Eslovaquia, el consumo de libros, productos audiovisuales y medios de comunicación checos sigue siendo alto (las películas checas no se doblan ni se subtitulan, salvo las dirigidas al público infantil), e incluso existen programas de televisión binacionales y bilingües como Česko Slovenská SuperStar. Por su parte, en la República Checa el contacto con el eslovaco ha disminuido significativamente, especialmente en el oeste del país (Bohemia).
Dada la amplia inteligibilidad entre ambos idiomas, las legislaciones checa y eslovaca reconocen una serie de derechos para los hablantes de eslovaco y checo, respectivamente. Por ejemplo, el derecho a actuar en un procedimiento en el otro idioma sin tener que ser asistido por un intérprete o el derecho a aportar documentación sin necesidad de traducción. Estos derechos están consagrados en la Ley de procedimiento administrativo de la República Checa y en la Ley de lenguas minoritarias de Eslovaquia.
El checo y el eslovaco difieren en la gramática y la pronunciación. Su ortografía es similar, aunque algunas letras sólo existen en el eslovaco (ä, dz, dž, ĺ, ľ, ô, ŕ) y otras sólo en el checo (ě, ř, ů). También hay diferencias de vocabulario:
- Algunas palabras comunes son muy diferentes: hovoriť / mluvit ("hablar"), mačka / kočka ("gato"), dovidenia / nashledanou ("adiós"), etc.
- Hay algunos falsos amigos: horký ("amargo" en eslovaco, "caliente" en checo), kúriť / kouřit ("calentar" en eslovaco, "fumar" en checo).
- Los nombres de los meses del año son de origen latino en eslovaco (január, február, marec, etc.), y de origen eslavo en checo (leden, únor, březen, etc.).

## Escritura

Disposición de teclado eslovaco.

Al igual que las demás lenguas eslavas occidentales, el eslovaco se escribe con una variante del alfabeto latino enriquecida con signos diacríticos y dígrafos. El alfabeto eslovaco cuenta con un total de 46 grafemas.
| Grafema | Grafema | AFI      | Descripción aproximada                                                           | Ejemplo                         |
| ------- | ------- | -------- | -------------------------------------------------------------------------------- | ------------------------------- |
| A       | a       | [a]      | a                                                                                | mama ("mamá")                   |
| Á       | á       | [aː]     | a larga                                                                          | láska ("amor")                  |
| Ä       | ä       | [æ], [ɛ] | a de cat en inglés, e                                                            | mäso ("carne")                  |
| B       | b       | [b]      | b                                                                                | brat ("hermano")                |
| C       | c       | [t͡s]     | ts, como pizza en italiano                                                       | cukor ("azúcar")                |
| Č       | č       | [t͡ʃ]     | ch, como en muchacho                                                             | čaj ("té")                      |
| D       | d       | [d]      | d                                                                                | dom ("casa")                    |
| Ď       | ď       | [ɟ]      | d palatalizada, equivale al dígrafo dd en euskera                                | ďakovať ("agradecer")           |
| Dz      | dz      | [d͡z]     | tz del catalán dotze                                                             | bryndza ("queso de oveja")      |
| Dž      | dž      | [d͡ʒ]     | como la j de jump en inglés                                                      | džem ("mermelada")              |
| E       | e       | [ɛ]      | e                                                                                | meno ("nombre")                 |
| É       | é       | [ɛː]     | e larga                                                                          | bazén ("piscina")               |
| F       | f       | [f]      | f                                                                                | farba ("color")                 |
| G       | g       | [ɡ]      | como la g de gato                                                                | egreš ("uva espina")            |
| H       | h       | [ɦ]      | h aspirada, similar a how en inglés                                              | hora ("montaña") [ˈɦora]ⓘ       |
| Ch      | ch      | [x]      | como la j en jamón o la g en gente                                               | chlieb ("pan")                  |
| I       | i       | [i]      | i                                                                                | pivo ("cerveza")                |
| Í       | í       | [iː]     | i larga                                                                          | gombík ("botón")                |
| J       | j       | [j]      | como la y en ayer                                                                | jahoda ("fresa")                |
| K       | k       | [k]      | k                                                                                | kniha ("libro")                 |
| L       | l       | [l], [l̩] | l                                                                                | plot ("valla")                  |
| Ĺ       | ĺ       | [l̩ː]     | l larga                                                                          | mĺkvy ("silencioso") [ˈml̩ːkʋi]ⓘ |
| Ľ       | ľ       | [ʎ]      | ll (en el castellano del centro y norte de España)                               | moľa ("polilla") [ˈmɔʎa]ⓘ       |
| M       | m       | [m]      | m                                                                                | pomoc ("ayuda")                 |
| N       | n       | [n]      | n                                                                                | nos ("nariz")                   |
| Ň       | ň       | [ɲ]      | como la ñ en mañana                                                              | studňa ("pozo")                 |
| O       | o       | [ɔ]      | o                                                                                | kostol ("iglesia")              |
| Ó       | ó       | [ɔː]     | o larga                                                                          | balón ("globo")                 |
| Ô       | ô       | [u̯o]     | uo                                                                               | kôň ("caballo") [ˈku̯oɲ]ⓘ        |
| P       | p       | [p]      | p                                                                                | lopta ("balón")                 |
| Q       | q       | [kv]     | kv, k                                                                            | squash ("squash")               |
| R       | r       | [r]      | r                                                                                | more ("mar")                    |
| Ŕ       | r       | [r̩ː]     | r larga                                                                          | vŕba ("sauce")                  |
| S       | s       | [s]      | s                                                                                | strom ("árbol")                 |
| Š       | š       | [ʃ]      | sh, como en el inglés shower                                                     | myš ("ratón")                   |
| T       | t       | [t]      | t                                                                                | stolička ("silla")              |
| Ť       | ť       | [c]      | t palatalizada, equivale al dígrafo tt en euskera o a la ch del dialecto canario | ťava ("camello")                |
| U       | u       | [u]      | u                                                                                | ruka ("brazo")                  |
| Ú       | ú       | [uː]     | u larga                                                                          | dúha ("arco iris")              |
| V       | v       | [v]      | como la v inglesa en very o la francesa en ville                                 | voda ("agua") [ˈvɔda]ⓘ          |
| W       | w       | [v]      | v                                                                                | whiskey ("whisky")              |
| X       | x       | [ks]     | ks                                                                               | xylofón ("xilófono")            |
| Y       | y       | [i]      | i                                                                                | syr ("queso")                   |
| Ý       | ý       | [iː]     | i larga                                                                          | rým ("rima")                    |
| Z       | z       | [z]      | como la z inglesa de zero y francesa de douze                                    | koza ("cabra")                  |
| Ž       | ž       | [ʒ]      | como la ll en el español rioplatense o la j francesa en janvier                  | žaba ("rana")                   |

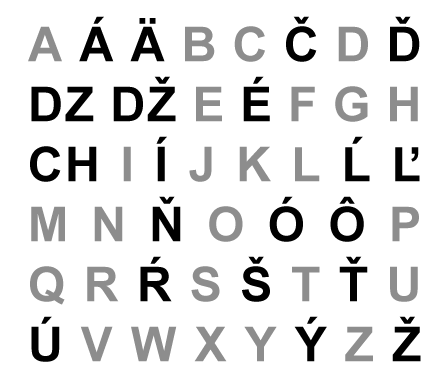
El alfabeto eslovaco.

El alfabeto eslovaco emplea cuatro signos diacríticos:
- el carón (mäkčeň): en las letras č, dž, š y ž indica una africada o una fricativa postalveolar; en ň, ď, ľ y ť indica la palatalización. En los tres últimos casos se asemeja a un apóstrofo, pero se trata tan sólo de una convención tipográfica: en las mayúsculas (excepto Ľ) y en la escritura manual tiene la misma forma que en las demás letras;
- el acento agudo (dĺžeň): se emplea para alargar las vocales: á, é, í, ó, ú, ý, pero también ĺ y ŕ, ya que l y r pueden actuar como vocales. A diferencia del español, únicamente indica la longitud del sonido y no su intensidad, ya que en el eslovaco normativo el acento prosódico siempre recae en la primera sílaba;
- el acento circunflejo (vokáň): aparece en ô e indica el diptongo uo (los demás diptongos se escriben con dos letras: ia, ie, iu);
- la diéresis (dve bodky): sobre la letra ä, indica el fonema [æ], aunque a menudo esta letra se pronuncia igual que la e.

Las letras q, w y x sólo se utilizan en palabras extranjeras. Por razones históricas, también pueden usarse en textos eslovacos (fundamentalmente en nombres propios) las letras checas ě, ř y ů, así como las vocales ö y ü del alemán y del húngaro.
Las consonantes se dividen en tres grupos: duras (g, h, ch, k, d, t, n), blandas (c, dz, j y todas las que llevan carón) y neutras (b, f, l, m, p, r, s, v, z). Esta clasificación es útil para conocer el tipo de declinación de los sustantivos y adjetivos. Las letras i e y se pronuncian de manera idéntica, por lo que el uso de una u otra en la escritura va en función de la consonante que las precede: después de una consonante dura se escribe y o ý (excepto en algunas terminaciones adjetivales) y después de una consonante blanda se escribe i o í. Con las consonantes neutras, pueden ser posibles ambas: biť ("apalear") y byť ("ser") se pronuncian igual. Los niños eslovacos deben aprenderse de memoria la lista de palabras que se escriben con y.
Las letras d, l, n y t se suelen palatalizar (se pronuncian blandas) cuando van seguidas de e, i o í: por ello se escribe ne en lugar de ňe, li en lugar de ľi, tí en lugar de ťí, etc. No obstante, hay excepciones, como en los extranjerismos (por ejemplo, la t y la l de telefón son duras), la declinación de los adjetivos (la n de peknej —"bonito" en genitivo femenino singular— es dura) y algunas palabras comunes como jeden ("uno") o ten ("esto"). Además, en la actualidad rara vez se respeta la pronunciación blanda de la l en esta posición.

## Pronunciación

### Vocales

Las vocales del eslovaco.

El eslovaco tiene cinco o seis vocales cortas y cinco largas.
|              | Anteriores     | Central        | Posteriores    |
| ------------ | -------------- | -------------- | -------------- |
| Cerradas     | [i] i • [iː] í |                | [u] u • [uː] ú |
| Semiabiertas | [ɛ] e • [ɛː] é |                | [ɔ] o • [ɔː] ó |
| Abiertas     | ([æ] ä)        | [a] a • [aː] á |                |

La vocal ä sólo aparece detrás de las consonantes labiales (b, p, m, v). Su pronunciación como [æ] es arcaica (o dialectal), aunque las autoridades lingüísticas la consideran correcta; hoy en día lo más habitual es que se pronuncie [ɛ].

#### Diptongos

Los diptongos del eslovaco.

El eslovaco tiene cuatro diptongos: ia, ie, iu y uo (escrito ô).
En muchas palabras de origen extranjero, por ejemplo organizácia ("organización"), las letras ia no forman un diptongo, sino que son dos vocales separadas. En estas palabras las combinaciones de "i + vocal" se pronuncian con una j intercalada entre las dos vocales: organizácija. Los diptongos ia, ie e iu sólo pueden aparecer después de consonantes blandas.

#### Longitud de las vocales
La longitud de las vocales es importante en eslovaco, pues permite distinguir pares mínimos como vina ("culpa") y vína ("vinos"), mala ("[ella] tenía") y malá ("pequeño"), sud ("barril") y súd ("juzgado").
Determinados sufijos y casos provocan el alargamiento de la vocal precedente, y en estas circunstancias los diptongos ia, ie y ô se pueden considerar como equivalentes largos de ä, e y o: el plural genitivo de dolina ("valle") es dolín, pero el de hora ("montaña") es hôr. Ó sólo se encuentra en palabras extranjeras e interjecciones, y é en palabras extranjeras, terminaciones de adjetivos y algunas pocas palabras de origen eslovaco (dcéra "hija" y sus derivadas).

##### Regla rítmica
Una regla de pronunciación característica del eslovaco y que la diferencia de las demás lenguas eslavas es la denominada regla rítmica, que establece que, salvo excepciones, no puede haber dos vocales largas en dos sílabas seguidas (un diptongo cuenta como vocal larga). Si se suceden dos sílabas largas, la segunda suele acortarse, por ejemplo:
- krátky ("corto"): normalmente la "y" se escribiría también con dĺžeň (la terminación adjetival es -ký), es decir, *krátký, pero esto se evita con la regla rítmica, dado que krá ya es una sílaba larga;
- biely ("blanco"): aquí bie ya es una sílaba larga (ie es un diptongo), por lo que la "y" no lleva dĺžeň.

Esta regla provoca cambios en muchas inflexiones de verbos, sustantivos y adjetivos: por ejemplo, la forma del presente de la primera persona del singular de la mayoría de los verbos terminados en -ať es normalmente -ám (hľadať: "buscar", hľadám: "[yo] busco"), pero se convierte en -am si la raíz del verbo termina en una sílaba larga (váhať: "dudar", váham: "[yo] dudo"). Esta regla tiene numerosas excepciones, entre ellas:
- sustantivos neutros terminados en -ie: lístie ("follaje");
- el genitivo plural en -í de algunos sustantivos femeninos: piesní ("de las canciones");
- la terminación en -ia de la tercera persona del plural de algunos verbos: riešia ("[ellos] resuelven");
- adjetivos derivados de nombres de animales: vtáčí ("aviar, de pájaro");
- el sufijo -krát ("veces"): prvýkrát ("por primera vez").

#### Consonantes silábicas
Las consonantes R y L pueden hacer de vocales en palabras como vlk ("lobo") o zmrzlina ("helado"), o por ejemplo en el trabalenguas Strč prst skrz krk ("Mete el dedo en la garganta"). Se las denomina consonantes silábicas. Al igual que las demás vocales, estos sonidos se pueden alargar: vŕba ("sauce"), kĺb ("articulación").

### Consonantes
El eslovaco tiene 27 consonantes:
|                   |                   | Labiales | Alveolares | Postalveolares | Palatales | Velares | Glotal |
| ----------------- | ----------------- | -------- | ---------- | -------------- | --------- | ------- | ------ |
| Nasales           | Nasales           | [m] m    | [n] n      |                | [ɲ] ň     |         |        |
| Oclusivas         | Sordas            | [p] p    | [t] t      |                | [c] ť     | [k] k   |        |
| Oclusivas         | Sonoras           | [b] b    | [d] d      |                | [ɟ] ď     | [ɡ] g   |        |
| Africadas         | Sordas            |          | [t͡s] c     | [t͡ʃ] č         |           |         |        |
| Africadas         | Sonoras           |          | [d͡z] dz    | [d͡ʒ] dž        |           |         |        |
| Fricativas        | Sordas            | [f] f    | [s] s      | [ʃ] š          |           | [x] ch  |        |
| Fricativas        | Sonoras           | [v] v    | [z] z      | [ʒ] ž          |           |         | [ɦ] h  |
| Aproximante       | Aproximante       |          |            |                | [j] j     |         |        |
| Laterales         | Laterales         |          | [l] l      |                | [ʎ] ľ     |         |        |
| Vibrante múltiple | Vibrante múltiple |          | [r] r      |                |           |         |        |

Las consonantes q, w y x solo se usan en palabras de origen extranjero.
La consonante v se pronuncia [u̯] al final de sílaba (excepto antes de n o ň): slovo ("palabra") se pronuncia [ˈslɔvɔ], pero su genitivo plural slov se pronuncia [ˈslɔu̯], que rima con zlou ("mala" en instrumental).

#### Asimilación
La mayoría de las consonantes del eslovaco forman pares de consonantes sordas y sonoras. Esta clasificación es independiente de la clasificación en consonantes duras y blandas.
| Consonantes sonoras | b | d | ď | dz | dž | g | h  | v | z | ž |
| Consonantes sordas  | p | t | ť | c  | č  | k | ch | f | s | š |

Las consonantes j, l, ľ, m, n, ň y r son fonéticamente sonoras pero no tienen una equivalente sorda y no intervienen en la asimilación dentro de las palabras.
Al igual que en otras lenguas eslavas, las consonantes sufren un ensordecimiento final: cuando al final de una palabra se encuentra una consonante sonora, ésta se pronuncia como la consonante sorda correspondiente. Por ejemplo, prút ("vara") y prúd ("corriente") tienen la misma pronunciación: [pruːt]. La diferencia entre estas dos palabras se manifiesta en los demás casos: en el plural, prúty y prúdy se pronuncian diferente.
Las consonantes también se asimilan en el interior de las palabras: en un grupo de consonantes, la sonoridad depende de la última de ellas:
- vták ("pájaro"), ťažký ("pesado") y obchod ("tienda") se pronuncian respectivamente fták, ťašký y opchot;
- kde ("dónde") y kresba ("dibujo") se pronuncian respectivamente gďe y krezba.

Esta asimilación no se produce cuando la última consonante del grupo es la v: tvoj ("tu / tuyo") se pronuncia tal y como se escribe.
Estas reglas también se aplican a las palabras que se pronuncian juntas, especialmente a las preposiciones y las palabras que las siguen: bez teba ("sin ti") se pronuncia besťeba. La consonante final se ensordece incluso cuando la palabra siguiente comienza con una vocal o un sonido consonántico sin equivalente sordo (m, l, etc.): ak môžeš ("si puedes") se pronuncia ag môžeš.
Existen otras reglas de asimilación con respecto al punto de articulación de las consonantes:
- n se pronuncia [ŋ] delante de k o g, como en banka ("banco"): [ˈbaŋka];[79]
- n se convierte en [m] delante de b o p: hanba [ˈɦamba] ("vergüenza");
- los grupos ťt, tť, dď, ňn, lľ, etc. se simplifican: odtiaľ ("de/desde allí") y vinník ("culpable") se pronuncian oťťiaľ y viňňík respectivamente.

#### Alternancia de las consonantes
Muchos sufijos de derivación, y en ocasiones de declinación y conjugación, provocan cambios en las consonantes precedentes, siendo los más frecuentes los siguientes:
- k → č, h → ž, g → ž, ch → š (primera palatalización): plakať ("llorar") → plačem ("[yo] lloro"), suchý ("seco") → sušiť ("secar"), kniha ("libro") → knižka ("librito");
- k → c, ch → s (segunda palatalización): Slovák ("eslovaco") → Slováci ("eslovacos"), Čech ("checo") → Česi ("checos");
- s → š, z → ž, c → č, dz → dž: obec ("municipio") → občan ("ciudadano"), nízky ("bajo") → nižší ("más bajo"), česať ("peinar") → češem ("[yo] peino");
- ť → c, ď → dz: vrátiť ("devolver", perfectivo) → vracať ("devolver", imperfectivo);
- ť → t, ď → d, ň → n: šesť ("seis") → šestka ("número seis"), kuchyňa ("cocina") → kuchynský ("de cocina").

### Prosodia
El acento tónico recae en la primera sílaba de la palabra. Cuando una palabra va precedida de una preposición, es la preposición la que se acentúa. Los clíticos (véase Sintaxis) nunca se acentúan.
Las palabras de más de tres sílabas pueden tener un acento secundario más débil en la tercera o cuarta sílaba: es el caso, por ejemplo, de las palabras ˈobýˌvateľ ("habitante") y ˈdemokraˌtický ("democrático").
En la lengua eslovaca desempeñan un papel importante la entonación prosódica de las frases, el ritmo del discurso y las pausas. La entonación descendente es característica de las oraciones afirmativas o interrogativas que comienzan con un pronombre interrogativo, y la entonación ascendente se encuentra en las oraciones interrogativas sin pronombre interrogativo.

## Gramática
Al igual que la mayoría de lenguas eslavas, el eslovaco es una lengua fusionante con numerosas declinaciones y conjugaciones. Los sustantivos se clasifican en tres géneros (masculino —en algunos casos distinguiendo entre masculino animado e inanimado—, femenino y neutro) y los adjetivos concuerdan en género y número.

### Casos
En eslovaco hay seis casos:
- el nominativo (nominatív) es la forma básica que dan los diccionarios, indica el sujeto;
- el genitivo (genitív) indica posesión;
- el dativo (datív) indica el complemento de objeto indirecto;
- el acusativo (akuzatív) indica el objeto directo;
- el locativo (lokál) sólo se utiliza después de ciertas preposiciones;
- el instrumental (inštrumentál) expresa un complemento circunstancial de instrumento; también se utiliza en algunos casos para indicar el atributo del sujeto.

Además, todos los casos (excepto el nominativo) pueden seguir a una preposición: por ejemplo, s ("con") requiere el uso del instrumental y podľa ("según") debe ir seguida del genitivo.
El vocativo (vokatív), arcaico en el eslovaco moderno, ha sido sustituido por el nominativo. Hoy en día su forma se encuentra sólo en unas pocas palabras, como boh — bože ("dios"), človek — človeče ("persona"), chlap — chlape ("chico"), kmotor — kmotre ("padrino"), syn — synu / synku ("hijo"), entre otras.
Se declinan los sustantivos (incluidos los nombres propios), los adjetivos, los pronombres y los numerales.

### Sustantivos
Los sustantivos eslovacos pertenecen obligatoriamente a uno de los tres géneros gramaticales: masculino, femenino o neutro. La mayoría de las veces es posible adivinar el género de un sustantivo atendiendo a su terminación:
- la gran mayoría de los sustantivos masculinos terminan en consonante. Algunos sustantivos animados con significado masculino terminan en -a (hrdina "héroe", turista, etc.) o en -o (son términos familiares como dedo "abuelito" o diminutivos de nombres de pila como Mišo, derivado de Michal);
- La mayoría de los sustantivos femeninos terminan en -a. Algunos terminan en una consonante blanda (a menudo -ť) o, más raramente, en otra consonante (zem, "tierra");
- Los sustantivos neutros terminan en -o, -e, -ie o -a/ä. Los sustantivos neutros en -a son bastante raros y casi todos hacen referencia a crías de animales (incluyendo dievča "niña" y dieťa "niño").

En el caso de los sustantivos masculinos, también se distingue entre sustantivos animados e inanimados: las palabras que denotan personas son animadas, y las demás son inanimadas. Los animales generalmente se consideran animados en singular e inanimados en plural. La animacidad influye en las declinaciones, especialmente en el acusativo: para los sustantivos masculinos animados, el acusativo es idéntico al genitivo, mientras que para los inanimados es idéntico al nominativo.
Algunos sustantivos denominados pluralia tantum sólo existen en el plural, aunque designen un único objeto: nohavice ("pantalones"), nožnice ("tijeras"), dvere ("puerta"), así como muchos nombres de ciudades: Košice, Michalovce, Topoľčany, etc.
La declinación de los sustantivos es compleja: tradicionalmente se distinguen doce patrones de declinación, cuatro para cada género, con muchas variaciones y excepciones. Seis casos y dos números dan un total de doce posibilidades, pero los sustantivos siempre tienen menos de doce formas diferentes porque hay casos idénticos a otros. A modo de ejemplo, a continuación se presenta un paradigma para cada género:
| Género       | Masculino | Masculino | Femenino | Femenino | Neutro   | Neutro   |
| Traducción   | "roble"   | "roble"   | "mujer"  | "mujer"  | "ciudad" | "ciudad" |
| Nombre       | Singular  | Plural    | Singular | Plural   | Singular | Plural   |
| ------------ | --------- | --------- | -------- | -------- | -------- | -------- |
| Nominativo   | dub       | duby      | žena     | ženy     | mesto    | mestá    |
| Genitivo     | duba      | dubov     | ženy     | žien     | mesta    | miest    |
| Dativo       | dubu      | dubom     | žene     | ženám    | mestu    | mestám   |
| Acusativo    | dub       | duby      | ženu     | ženy     | mesto    | mestá    |
| Locativo     | dube      | duboch    | žene     | ženách   | meste    | mestách  |
| Instrumental | dubom     | dubmi     | ženou    | ženami   | mestom   | mestami  |

### Adjetivos
Los adjetivos concuerdan en género, número y caso. Los epítetos preceden al sustantivo al que se refieren (veľký dom: "gran casa"), excepto en algunos casos especiales como los nombres científicos de los seres vivos (por ejemplo, pstruh dúhový: "trucha arcoíris").
La declinación de los adjetivos calificativos es regular. Existen dos patrones:
- los adjetivos cuya raíz termina en consonante dura: pekný, pekná, pekné ("bonito");
- los adjetivos cuya raíz termina en consonante blanda: cudzí, cudzia, cudzie ("extranjero").

| Número       | Singular  | Singular  | Singular | Singular | Plural    | Plural    | Plural  | Plural   |
| Género       | Masculino | Masculino | Neutro   | Femenino | Masculino | Masculino | Neutro  | Femenino |
| Género       | Animado   | Inanimado | Neutro   | Femenino | Animado   | Inanimado | Neutro  | Femenino |
| ------------ | --------- | --------- | -------- | -------- | --------- | --------- | ------- | -------- |
| Nominativo   | pekný     | pekný     | pekné    | pekná    | pekní     | pekné     | pekné   | pekné    |
| Genitivo     | pekného   | pekného   | pekného  | peknej   | pekných   | pekných   | pekných | pekných  |
| Dativo       | peknému   | peknému   | peknému  | peknej   | pekným    | pekným    | pekným  | pekným   |
| Acusativo    | pekného   | pekný     | pekné    | peknú    | pekných   | pekné     | pekné   | pekné    |
| Locativo     | peknom    | peknom    | peknom   | peknej   | pekných   | pekných   | pekných | pekných  |
| Instrumental | pekným    | pekným    | pekným   | peknou   | peknými   | peknými   | peknými | peknými  |

También hay algunos adjetivos derivados de nombres de animales, como páví ("del pavo real"). Se declinan como cudzí, aunque su raíz termine en consonante dura, y no respetan la regla rítmica.
El comparativo se forma añadiendo el sufijo -ší o -ejší: dlhý ("largo") → dlhší ("más largo"), silný ("fuerte") → silnejší ("más fuerte"). En el caso de los adjetivos terminados en -oký o -eký, esta terminación suele eliminarse: hlboký → hlbší ("profundo → más profundo"). Existen algunas irregularidades: dobrý → lepší ("bueno → mejor"), zlý → horší ("malo → peor"), veľký → väčší ("grande → mayor"), malý → menší ("pequeño → menor").
El superlativo se forma de manera regular, añadiendo el prefijo naj- al comparativo: najlepší ("el mejor"), najsilnejší ("el más fuerte").
También existen adjetivos posesivos en eslovaco derivados de nombres de persona. Terminan en -ov si el poseedor es masculino y en -in si es femenino: otcov ("del padre"), matkin ("de la madre"). Su declinación es diferente a la de demás adjetivos.

### Adverbios
La mayoría de los adverbios derivan de los adjetivos, utilizando los sufijos -o y -e: dobrý → dobre ("bueno → bien"), hlboký → hlboko ("profundo → profundamente"), rýchly → rýchlo o rýchle ("rápido → deprisa"), etc. Los adverbios derivados de adjetivos terminados en -ský y -cký terminan en -sky y -cky: matematický → matematicky ("matemático → matemáticamente").
Estos adverbios forman el comparativo y el superlativo del mismo modo que los adjetivos, con la terminación -(ej)šie (idéntica a la forma neutra del adjetivo): hlbšie ("más profundamente"), najrýchlejšie ("lo más rápido"). Hay algunas irregularidades:
- málo ("pequeño") → menej ("menos"),
- veľa ("mucho") → viac ("más"),
- skoro ("pronto") → skôr o skorej ("más pronto"),
- ďaleko ("lejos") → ďalej ("más lejos"),
- veľmi ("muy") → väčšmi ("más").

Muchos adverbios provienen de la combinación de una preposición con un sustantivo o adjetivo: zďaleka ("de lejos"), napravo ("a la derecha"), oddávna ("durante mucho tiempo").

### Verbos
Los verbos eslovacos se conjugan según el tiempo, el modo, la voz, la persona (primera, segunda, tercera) y el número (singular, plural), y tienen un aspecto perfectivo o imperfectivo.
Los verbos se dividen en catorce grupos, agrupados a su vez en cinco clases, según la forma en que se conjugan en el presente (o el futuro perfectivo). Con la excepción de algunos verbos irregulares, basta con conocer la tercera persona del singular y del plural para poder conjugar el verbo en todas las personas.

#### Aspecto
El aspecto es una característica esencial del verbo eslovaco: todo verbo es necesariamente perfectivo o imperfectivo. El aspecto perfectivo indica una acción terminada (y por eso los verbos perfectivos no tienen presente), mientras que el aspecto imperfectivo indica una acción en curso. Así, la frase "Ayer leí un libro" puede traducirse de dos maneras diferentes:
- Včera som čítal knihu. El verbo es imperfectivo, por lo que la información importante es el proceso: "Ayer estuve leyendo un libro". Esta frase puede ser una respuesta a la pregunta "¿Qué hiciste ayer?";
- Včera som prečítal knihu. El verbo es perfectivo, por lo que la información importante es el resultado: la acción se ha realizado completamente, ayer terminé de leer el libro.

A un verbo español le suele corresponder un par de verbos eslovacos. Debe aprenderse cada forma, ya que hay varias maneras de formar el perfectivo a partir del imperfectivo o viceversa, y no siempre es posible adivinar si un determinado verbo es perfectivo o imperfectivo.
- Como se ha visto en la frase de ejemplo, a menudo el perfectivo se forma añadiendo un prefijo: robiť → urobiť ("hacer"), písať → napísať ("escribir"), ďakovať → poďakovať ("agradecer").
- Algunos imperfectivos se forman añadiendo un sufijo a un perfectivo, especialmente cuando el perfectivo ya tiene un prefijo: prerušiť → prerušovať ("interrumpir"), dať → dávať ("dar"), skryť → skrývať ("esconder").
- En unos pocos casos, los dos verbos son completamente diferentes: klásť/položiť ("poner"), brať/vziať ("tomar").

#### Presente
Sólo los verbos imperfectivos pueden conjugarse en presente.
| Persona  | Persona | byť ("ser") | volať ("llamar") | robiť ("hacer") | kupovať ("comprar") |
| -------- | ------- | ----------- | ---------------- | --------------- | ------------------- |
| Singular | 1.ª     | som         | volám            | robím           | kupujem             |
| Singular | 2.ª     | si          | voláš            | robíš           | kupuješ             |
| Singular | 3.ª     | je          | volá             | robí            | kupuje              |
| Plural   | 1.ª     | sme         | voláme           | robíme          | kupujeme            |
| Plural   | 2.ª     | ste         | voláte           | robíte          | kupujete            |
| Plural   | 3.ª     | sú          | volajú           | robia           | kupujú              |

#### Pretérito
El pretérito se forma con el auxiliar byť ("ser"), excepto en la tercera persona, y una forma de pretérito terminada en -l que concuerda en género y número con el sujeto.
| Persona  | Persona | Masculino | Femenino | Neutro   |
| -------- | ------- | --------- | -------- | -------- |
| Singular | 1.ª     | mal som   | mala som | —        |
| Singular | 2.ª     | mal si    | mala si  | —        |
| Singular | 3.ª     | mal       | mala     | malo     |
| Plural   | 1.ª     | mali sme  | mali sme | mali sme |
| Plural   | 2.ª     | mali ste  | mali ste | mali ste |
| Plural   | 3.ª     | mali      | mali     | mali     |

También existe un pretérito pluscuamperfecto, que se forma de la misma manera a partir del pasado de byť: bol som napísal ("yo había escrito"). Sólo se utiliza en el lenguaje literario.

#### Futuro
Existen varias maneras de formar el futuro.
- Los verbos perfectivos no tienen forma de presente: al conjugarlos la misma manera que los verbos imperfectivos en presente, se obtiene el futuro: píšem (imperfectivo: "escribo"), napíšem (perfectivo: "escribiré").
- Byť tiene una forma de futuro distinto del presente: budem, budeš, bude, budeme, budete, budú.
- Para los verbos imperfectivos se utiliza el futuro del verbo byť seguido del infinitivo: budem písať ("escribiré").
- Algunos verbos imperfectivos de movimiento forman el futuro con el prefijo po-. Es el caso, por ejemplo, de ísť ("ir"): pôjdem, pôjdeš, pôjde, etc.

#### Condicional
El condicional se forma anteponiendo la partícula by a la forma de pretérito: bol som ("yo era") → bol by som ("yo sería"), excepto después de conjunciones como aby ("para que") y keby ("si"), dado que ya contienen esta partícula. En algunos casos, el condicional corresponde al subjuntivo español: Chcem, aby ste vedeli ("Quiero que [ustedes] sepan").

#### Imperativo
El imperativo se forma eliminando la terminación -ú/-ia de la tercera persona del plural: kupovať ("comprar") → kupujú ("compran") → kupuj ("compra [tú]"). La primera y la segunda persona del plural se forman añadiendo, respectivamente, las terminaciones -me y -te: kupujme ("compremos"), kupujte ("comprad"). En algunos casos se añade una -i por razones eufónicas: el imperativo de spať ("dormir"; spia: "duermen") es spi.
Cuando la raíz termina en d, t, n o l, la consonante final se ablanda: mlieť ("moler") → melú → meľ. Cuando termina en -ij o -yj, la -j desaparece: piť ("beber") → pij-ú → pi, zakryť ("cubrir") → zakryj-ú → zakry.
También existen algunas irregularidades: el imperativo de byť es buď.

#### Negación
La negación se forma con el prefijo ne-, que va delante del verbo y unido a él: chcem ("quiero") → nechcem ("no quiero"). En el futuro imperfectivo, el prefijo se une al auxiliar: nebudem spať ("no dormiré"), y en el pasado se une al verbo: nevideli sme ("no vimos"). La única excepción a esta regla la constituye el verbo byť en presente, pues su negación se forma con la palabra nie: nie som, nie si, nie je, etc.

### Pronombres
Los pronombres en eslovaco se declinan en los mismos casos que los sustantivos y los adjetivos.

#### Pronombres personales
Al igual que sucede en español, los pronombres personales de sujeto se suelen omitir, dado que la forma verbal ya indica la persona.
| Persona | Persona   | Singular | Plural |
| ------- | --------- | -------- | ------ |
| 1.ª     | 1.ª       | ja       | my     |
| 2.ª     | 2.ª       | ty       | vy     |
| 3.ª     | Masculino | on       | oni    |
| 3.ª     | Femenino  | ona      | ony    |
| 3.ª     | Neutro    | ono      | ony    |

En algunos casos, existen dos formas para los pronombres personales: una larga y una corta. La forma larga se emplea al principio de una frase para enfatizar el pronombre y también después una preposición. Compárese, por ejemplo, las dos formas posibles del dativo de ja: Nehovor mi to! ("¡No me lo digas!") y Mne to nehovor! ("¡No es a mí a quien se lo tienes que decir!").
Las fórmulas de tratamiento funcionan de la siguiente manera: ty corresponde a "tú" y vy puede significar tanto "usted" como "ustedes", de modo que se utiliza para dirigirse de manera educada a una o varias personas.
Existe también un pronombre reflexivo, sa (no tiene nominativo, la forma sa es de acusativo). Como en otras lenguas eslavas, se utiliza para todas las personas. Así, el verbo volať sa ("llamarse") se conjuga: volám sa, volaš sa, volá sa... que correspondería en español a " yo me llamo, "tú te llamas", "él se llama"..., etc.

#### Pronombres posesivos
Los pronombres posesivos derivan de los pronombres personales:
| Persona   | Persona   | Singular | Plural |
| --------- | --------- | -------- | ------ |
| 1.ª       | 1.ª       | môj      | náš    |
| 2.ª       | 2.ª       | tvoj     | váš    |
| 3.ª       | Masculino | jeho     | ich    |
| 3.ª       | Neutro    | jeho     | ich    |
| 3.ª       | Femenino  | jej      | ich    |
| Reflexivo | Reflexivo | svoj     | svoj   |

Los pronombres posesivos de la tercera persona (jej, jeho, ich) son indeclinables, puesto que provienen de formas genitivas de los pronombres personales. Los demás se declinan de manera similar a los adjetivos.
Los pronombres posesivos son idénticos a los adjetivos posesivos: môj puede significar tanto "mi" como "el mío".

#### Pronombres demostrativos
El pronombre demostrativo de base es ten (en femenino tá y en neutro to): este, esta. Es idéntico al adjetivo demostrativo correspondiente, y a menudo se emplea para indicar que un sustantivo es determinado, dado que en eslovaco no hay artículos. Este pronombre se declina de manera parecida a los adjetivos.
Los pronombres y adjetivos demostrativos tento ("este"), tenže ("el mismo", arcaico) y tamten ("aquel") y su sinónimo familiar henten se declinan del mismo modo. Los elementos -to, -že, tam- y hen- son invariables: táto, toto;, táže, tože; tamtá, tamto; hentá, hento etc. El pronombre onen, oná, ono ("aquel") se declina como ten.

#### Otros pronombres
Los principales pronombres interrogativos son čo ("qué"), kto ("quién"), kde ("dónde"), kam ("a dónde"), kedy ("cuándo"), koľko ("cuánto"), ako ("cómo / de qué manera"), aký ("cómo / qué tipo de"), ktorý ("qué"), čí ("de quién"), etc. Los tres últimos se declinan como adjetivos, čo y kto tienen su propia declinación.
Los pronombres interrogativos, especialmente čo y ktorý, sirven también de pronombres relativos: to, čo chcem ("lo que quiero"), človek, ktorý vie všetko ("el hombre que lo sabe todo").
Los pronombres interrogativos sirven además para crear muchos otros pronombres mediante afijos:
- nie- ("algún"): niekto ("alguien"), niečo ("algo"), niekde ("algún lugar"), niekedy ("a veces"), nejaký ("alguno"), niektoré ("algunos, varios");
- ni- (negativo): nikto ("nadie"), nič ("nada"), nikde ("en ninguna parte"), nikdy ("nunca"), nijaký ("ninguno");
- -koľvek ("cualquier"): ktokoľvek ("quien sea"), čokoľvek ("lo que sea", "cualquier cosa"), akýkoľvek ("cualquiera");
- in(o)- : ("otro"): inde ("en otro lugar"), inokedy ("en otro momento") ;
- všeli- ("todo tipo de", a menudo peyorativo): všelijaký ("de todo tipo"), všelikto ("cualquiera, el primero que venga").

### Numerales
El eslovaco tiene varios tipos de numerales, con declinaciones complejas.

#### Números cardinales
Los números cardinales en eslovaco son:
- jeden (1), dva (2), tri (3), štyri (4), päť (5), šesť (6), sedem (7), osem (8), deväť (9), desať (10);
- jedenásť (11), dvanásť (12), trinásť (13), štrnásť (14), pätnásť (15), šestnásť (16), sedemnásť (17), osemnásť (18), devätnásť (19);
- dvadsať (20), tridsať (30), štyridsať (40), päťdesiat (50), šesťdesiat (60), sedemdesiat (70), osemdesiat (80), deväťdesiat (90);
- sto (100), tisíc (1.000).

Los números del 21 al 29, del 31 al 39, etc., se forman yuxtaponiendo la decena y la unidad: štyridsaťdva (42). Las centenas y los millares se forman de la misma manera: tristo (300), päťtisíc (5.000). En el caso de 200 y 2.000, se utiliza dve (forma femenina y neutra) en lugar de dva (forma masculina inanimada): dvesto y dvetisíc. Los numerales compuestos se escriben sin espacios, lo que puede dar lugar a palabras bastante largas: por ejemplo, 123.456 se escribe stodvadsaťtritisícštyristopäťdesiatšesť.
La mayoría de los numerales cardinales son declinables (aunque en algunos casos la declinación es opcional, como los números compuestos por una decena y una unidad) y pueden concordar en género. Las palabras milión y miliarda funcionan como sustantivos. Al contar (por ejemplo, con los dedos) en lugar de jeden se utiliza raz ("una vez").
En el nominativo (y en el acusativo, excepto en el masculino animado), los numerales del 2 al 4 van seguidos del nominativo plural, y del 5 en adelante del genitivo: por ejemplo, con kniha ("libro") se procedería de la siguiente manera: jedna kniha, dve, tri, štyri knihy, päť kníh. En otros casos, el sustantivo que sigue al numeral está en el mismo caso que el numeral.

#### Números ordinales
Los números ordinales son:
- prvý (1.º), druhý (2.º), tretí (3.º), štvrtý (4.º), piaty (5.º), šiesty (6.º), siedmy (7.º), ôsmy (8.º), deviaty (9.º), desiaty (10.º);
- jedenásty (11.º), dvanásty (12.º), trinásty (13.º), etc;
- dvadsiaty (20.º), tridsiaty (30.º), štyridsiaty (40.º), päťdesiaty (50.º), etc;
- stý (100.º), tisíci (1000.º).

Todos estos numerales se declinan como adjetivos. Los ordinales del 21 al 29, del 31 al 39, etc., se escriben en dos palabras: dvadsiate prvé storočie ("el siglo XXI"). En la escritura, los ordinales se abrevian con un punto: 1. (1.º), 2. (2.º), etc.

#### Otros numerales
Entre los demás tipos de numerales en eslovaco, destacan los siguientes:
- Los numerales colectivos (dvoje, troje, štvoro, pätoro, etc.), siempre seguidos del genitivo plural, se utilizan para contar objetos que vienen en grupos. Su uso es obligatorio con los pluralia tantum: dvoje dverí ("dos puertas"), pätoro rukavíc ("cinco pares de guantes").
- Los numerales en -aký (adjetivos) o -ako (adverbios) expresan un determinado número de clases o tipos: storako ("de cien maneras"), dvojaký ("de dos clases").
- Los numerales multiplicativos expresan un determinado número de veces. Pueden formarse con los sufijos -násobný (trojnásobný: "triple"), -mo (dvojmo: "duplicado"), -itý (dvojitý: "doble"), -krát (trikrát: "tres veces", mnohokrát: "muchas veces") o con la palabra raz ("veces"): dva razy ("dos veces"), päť ráz ("cinco veces").

También hay sustantivos para los números: jednotka, dvojka, trojka, štvorka, päťka, etc. Por ejemplo, päťka significa "un/el cinco", es decir, puede referirse al número 5, o también a un objeto que lo lleve (coloquialmente, si el contexto es lo suficientemente claro): una calificación escolar, el autobús número 5, la habitación número 5, un billete de 5 euros, etc.

### Preposiciones
Las preposiciones en eslovaco van necesariamente seguidas de un caso distinto del nominativo. El caso que rige cada preposición debe aprenderse con ella, por ejemplo:
- k ("hacia, a"), vďaka ("gracias a"), proti ("frente a, contra") van seguidas del dativo;
- bez ("sin"), do ("hasta, dentro de, en"), u ("en, al lado de"), z ("de"), od ("de, desde") van seguidas del genitivo;
- cez ("a través de, por encima de"), pre ("para") van seguidas del acusativo;
- pri ("cerca de") va seguida del locativo;
- s ("con") va seguida del instrumental.

Algunas preposiciones pueden ir seguidas de más de un caso, lo que cambia su significado: na seguida del locativo indica "en" sin movimiento, y con el acusativo indica movimiento: Som na pošte (locativo): "Estoy en la oficina de correos", pero Idem na poštu (acusativo): "Voy a la oficina de correos". Nad ("encima"), pod ("debajo"), pred ("delante") y medzi ("entre") funcionan de manera similar, con la salvedad de que la posición sin movimiento la indica el instrumental.
Las preposiciones terminadas en consonante (especialmente las que constan de una sola consonante) tienen una variante con una vocal extra que se añade para evitar resultados impronunciables. Así, v ("en") se convierte en vo delante de f o v: v Nemecku ("en Alemania") pero vo Francúzsku ("en Francia").
Además de las preposiciones anteriores, existen preposiciones derivadas de sustantivos como vďaka ("gracias a", pero también "gratitud") o pomocou ("con la ayuda de, mediante, en virtud de", del instrumental de pomoc "ayuda"), frases preposicionales (na rozdiel od: "a diferencia de") y preposiciones derivadas de gerundios (začínajúc: "comenzando con, a partir de", del gerundio de začínať "comenzar").

### Sintaxis
El orden de los elementos en la oración eslovaca es bastante flexible, pero el orden neutro suele ser SVO; por ejemplo, Pes pohrýzol poštára ("El perro mordió al cartero"). El orden OVS también se considera neutro, pero enfatiza el objeto: Poštára pohrýzol pes se traduciría como "Al cartero le mordió un perro". Los demás órdenes son posibles, pero menos comunes: Pes poštára pohrýzol recalca que fue un perro (y no otra cosa) quien ha mordido al cartero. Sin embargo, dentro del grupo nominal el orden de los elementos es fijo: veľmi veľký dom ("una casa muy grande") no puede expresarse en otro orden.
Los enclíticos no pueden iniciar una frase y suelen colocarse en segunda posición: son la partícula by, las formas de byť utilizadas como auxiliares (som, si, sme, ste), los pronombres reflexivos (sa, si) y la forma corta de algunos pronombres personales (mi, ma, ti, ťa, ho, mu). Si hay varios enclíticos, deben colocarse en el orden en que han sido citados: To by sa mi páčilo ("Eso me gustaría").
Las preguntas de respuesta "sí o no" también tienen un orden de palabras libre, y normalmente sólo la entonación permite distinguir una pregunta de una afirmación. En las preguntas con un pronombre interrogativo, este suele colocarse al principio de la frase (detrás de una posible preposición): Čo chcete dnes robiť? ("¿Qué quieres hacer hoy?").
La doble negación es obligatoria en eslovaco: en Nikdy nikomu nič nepoviem ("Nunca le diré nada a nadie"), todas las palabras son negativas.

## Vocabulario

### Formación de palabras
En general, una palabra eslovaca puede estar formada por cuatro elementos: prefijo(s), raíz, sufijo(s) y desinencia. Los prefijos y sufijos cambian el significado de la raíz, y la desinencia es el elemento que cambia cuando la palabra se conjuga o declina.
| Prefijo | Raíz   | Sufijo           | Desinencia                   |
| ------- | ------ | ---------------- | ---------------------------- |
| pod-    | zem    | -n-              | -ý                           |
| sub-    | tierra | sufijo adjetival | terminación de los adjetivos |

También existen palabras compuestas en las que las raíces suelen estar unidas por la vocal -o-:
- nos ("nariz") + roh ("cuerno") = nosorožec ("rinoceronte"),
- voda ("agua") + vodiť ("conducir") = vodovod ("canalización"),
- jazyk ("lengua") + lámať ("romper") = jazykolam ("trabalenguas"),
- dlhý ("largo") + doba ("período") = dlhodobý ("a largo plazo").

### Prefijos
Los prefijos se utilizan mucho, sobre todo con los verbos. Aunque la mayoría de los prefijos tienen un significado general, en ocasiones el significado del verbo derivado puede ser imposible de deducir. Así, partiendo de písať ("escribir"), ísť ("ir"), spať ("dormir") o piť ("beber"), se puede formar, entre otros:
- na-: napísať ("escribir", perfectivo), nájsť ("encontrar"), napiť sa ("apagar la sed");
- pre- (repetición, a través de): prepísať ("reescribir", "transcribir"), prespať ("pasar un tiempo durmiendo", "alertargarse");
- vy- (salida, acción realizada hasta el final): vypísať ("copiar [de un texto]", "agotar [el papel, el lápiz...] escribiendo"), vyjsť ("salir") , vyspať sa ("dormir profundamente") , vypiť ("beber entero", "apurar el vaso");
- o(b)- (sobre, alrededor): opísať ("describir"), obísť ("rodear", "dar la vuelta"), opiť sa ("emborracharse");
- do- (terminar una acción): dopísať ("terminar de escribir"), dôjsť ("llegar a", "alcanzar"), dospať ("dormir hasta cierta hora"), dopiť ("terminar de beber", "terminar la bebida");
- od- (de, desde): odpísať ("responder por escrito"), odísť ("irse", "marcharse", "partir"), odpiť ("beber un trago").

Estos prefijos también pueden utilizarse con sustantivos y adjetivos (a menudo en palabras que derivan de verbos): východ ("salida"), odchod ("partida"), opis ("descripción"), etc.
Otros prefijos se utilizan principalmente con sustantivos y adjetivos, por ejemplo:
- proti- ("contra"): protiklad ("contrario"), protiústavný ("inconstitucional");
- nad- ("sobre"): nadzvukový ("ultrasónico"), nadmerný ("excesivo");
- pod- ("bajo"): podpora ("soporte", "apoyo"), podmorský ("submarino");
- medzi- ("entre"): medzinárodný ("internacional").

### Sufijos
Los sufijos en eslovaco se utilizan con mucha frecuencia para formar nuevos sustantivos derivados de verbos, adjetivos u otros sustantivos. Algunos ejemplos son:
- Sufijos masculinos:
  - -teľ (profesiones, agentes): prekladateľ ("traductor"), pozorovateľ ("observador"), čitateľ ("lector");
  - -ák (agentes, personas caracterizadas por un rasgo particular): hlupák ("tonto"), spevák ("cantante"), pravák ("diestro") ;
  - -ec (agentes, gentilicios): športovec ("deportista"), Estónec ("estonio"), lenivec ("perezoso");
  - -ár/-iar (profesiones, agentes): rybár ("pescador"), zubár ("dentista"), fajčiar ("fumador");
  - -(č)an (gentilicios): Američan ("americano"), Číňan ("chino"), občan ("ciudadano").
- Sufijos femeninos:
  - -áreň/-iareň (lugares): kaviareň ("cafetería"), lekáreň ("farmacia"), čakáreň ("sala de espera");
  - -ňa (lugares): čajovňa ("salón de té"), dielňa ("taller");
  - -osť (cualidades): mladosť ("juventud"), dôležitosť ("importancia"), radosť ("alegría");
  - sufijos para crear el equivalente femenino de una palabra masculina:[150]
    - -ka para la mayoría de sustantivos masculinos terminados en consonante: zubárka ("la dentista"), čitateľka ("lectora"), speváčka ("la cantante");
    - -(k)yňa para la mayoría de sustantivos masculinos terminados en -(c)a: kolegyňa ("la colega"), športovkyňa ("la deportista"), sudkyňa ("la juez").
- Sufijos neutros:
  - -isko (lugares): letisko ("aeropuerto"), pieskovisko ("arenero"), ohnisko ("fogón");
  - -stvo (cualidades, sustantivos colectivos): ľudstvo ("humanidad"), priateľstvo ("amistad"), bratstvo ("hermandad");
  - -dlo (instrumentos): čerpadlo ("bomba [hidráulica]"), svietidlo ("lámpara"), umývadlo ("lavabo").

Los sufijos adjetivales más frecuentes son:
- -ový: malinový ("de frambuesa"), cukrový ("de azúcar", "azucarado"), kovový ("metálico"), atómový ("atómico");
- -ný: národný ("nacional"), hudobný ("musical"), drevený ("de madera"), nočný ("nocturno");
- -ský/-cký: občiansky ("civil"), matematický ("matemático"), školský ("escolar"), mestský ("urbano").

### Diminutivos y aumentativos
Los diminutivos son muy comunes en eslovaco y pueden aplicarse a casi cualquier sustantivo. Aunque en ocasiones únicamente indican que el objeto en cuestión es de menor tamaño (por ejemplo, lyžička "cucharita" es efectivamente una cuchara pequeña; lyžica), en la mayoría de los casos aportan un matiz afectivo: llamar a la madre de uno mamička ("mamaíta") en lugar de mama indica un mayor grado de intimidad, independientemente de su tamaño. En los restaurantes, los camareros ofrecen a veces una polievočka ("sopita") en lugar de una simple polievka ("sopa"). Los principales sufijos diminutivos son:
- Sufijos masculinos:
  - -ík: pohárik ("vasito"), psík ("perrito");
  - -ček: domček ("casita"), stromček ("arbolito");
  - -ok: kvietok ("florecita").
- Sufijos femeninos:
  - -ka: knižka ("librito"), žienka ("mujercita");
  - -ička: vodička ("agüita"), pesnička ("cancioncita");
  - -očka: polievočka ("sopita").
- Sufijos neutros:
  - -ko: vínko ("vinito"), jabĺčko ("manzanita");
  - -íčko: autíčko ("cochecito"), slovíčko ("palabrita").

Es posible aplicar varios sufijos diminutivos al mismo nombre: diera ("agujero"), dierka ("agujerito"), dieročka ("agujerito muy pequeño"). Los diminutivos se utilizan especialmente al dirigirse a los niños pequeños.
Al igual que en español, algunos diminutivos se han lexicalizado y han perdido su significado afectivo: por ejemplo, lístok proviene de list ("hoja") y, según el contexto, puede significar "boleto", "billete [de transporte]", "tíquet" o "papeleta", sin ningún matiz connotativo.
Los aumentativos se forman con el sufijo -isko (chlapisko: "hombretón"). A menudo aportan un matiz despectivo (dievčisko: "chica mala").

### Préstamos
La base del vocabulario eslovaco es el fondo léxico del protoeslavo. A lo largo de la historia, su vocabulario se ha ido enriqueciendo con préstamos de más de 30 lenguas. Entre los préstamos más antiguos figuran los del latín y el griego (por ejemplo, cultismos como matematika, chémia, demokracia, federácia...), el alemán y el húngaro. Los préstamos alemanes y húngaros se han ido introduciendo en la lengua eslovaca con mayor o menor intensidad durante siglos a consecuencia de los continuos contactos interlingüísticos. De las lenguas de Europa occidental, el inglés ha sido la que más ha influido en el vocabulario eslovaco, y a día de hoy sigue siendo la principal fuente de préstamos. El eslovaco también ha adoptado préstamos del rumano, del francés, del italiano y de otras lenguas. La mayor parte de los préstamos eslavos proceden del checo.
A modo de breve resumen, el eslovaco ha tomado prestadas palabras de las siguientes lenguas:
- Latín y griego: palabras religiosas como cintorín ("cementerio", del latín vulgar cīmītērium) o kláštor ("monasterio", de claustrum), pero también palabras muy extendidas en muchas lenguas europeas (protokol, kalendár...);
- Alemán: Los primeros préstamos del alto alemán antiguo empezaron a entrar en el eslovaco ya en los siglos IX y X. A menudo estos préstamos (germanismos) no eran originales, sino que a su vez procedían del latín. Por ejemplo: mních ("monje") < a. alem. ant. munih < lat. monicus. El grueso de los germanismos llegó a Eslovaquia de la mano de los colonos alemanes en los siglos XII-XIV. Por lo general, se trata de palabras que hacen referencia a diversas áreas de la sociedad, la economía y la vida cotidiana. Por ejemplo, gróf ("conde", de Graf), rytier ("caballero", de Ritter), hoblík ("garlopa, cepillo de carpintero", de Hobel), handel ("comercio"), krstiť ("bautizar", probablemente relacionado con el alto alemán antiguo christenen), fľaša ("botella", de Flasche), jarmok ("feria", de jārmarket, en alemán moderno Jahrmarkt), minca ("moneda", de Münze), šnúra ("cuerda", de Schnur), etc. Más tarde, en los siglos XV-XVII, se registró también una importante afluencia de germanismos;[155]
- Húngaro: los préstamos del húngaro (magiarismos) empezaron a incorporarse al eslovaco en el siglo XII y suelen hacer referencia a objetos e instrumentos de la vida cotidiana, como gombík ("botón", diminutivo de gomb, palabra húngara con el mismo significado), pohár ("vaso", idéntica a la palabra húngara), belčov ("cuna", de bölcső) o korbáč ("látigo", de korbács);[156][157]
- Rumano: en los siglos XIV y XV se incorporaron al eslovaco varias palabras de origen valaco. Por lo general se trata de "carpatismos", es decir, palabras relacionadas con la ganadería ovina provenientes del lenguaje de los pastores valacos. Por ejemplo: bryndza (de brânză, "queso"), salaš ("cabaña"), valach ("pastor");
- Checo: desde el siglo XIV el eslovaco ha introducido una multitud de préstamos del checo (bohemismos) de muy diversos ámbitos: otázka ("pregunta"), udalosť ("acontecimiento"), všeobecný ("general, universal"), etc. Los préstamos del checo suelen ser muy difíciles de identificar porque se han adoptado tal cual o se han eslovaquizado con mínimos cambios (como dôležitý "importante", de důležitý). En la actualidad son habituales en el lenguaje coloquial: díky (agradecimiento coloquial) es tan frecuente como su equivalente eslovaco vďaka, y hranolky ("patatas fritas") es más común que su traducción oficial eslovaca hranolčeky;[158]
- Francés: bufet ("buffet"), portrét ("retrato"), interiér ("interior"), montáž ("montaje"), garáž ("garaje");
- Italiano: principalmente términos musicales como adagio, bas ("bajo"), intermezzo, etc;
- Inglés: džús ("zumo", de juice), džem ("mermelada", de jam) y muchas palabras relativas a la ciencia, la tecnología, los deportes y la cultura popular, como skener ("escáner"), futbal ("fútbol"), klub ("club"), džez ("jazz"), víkend ("fin de semana", de weekend),  etc.[155]

A los sustantivos extranjeros se les asigna un género según su terminación. Algunos sustantivos no son fácilmente adaptables a la gramática eslovaca y tienen un género imprevisible: alibi y menu son neutros. Los adjetivos suelen llevar el sufijo -ný o -ový (termálny, "termal"), y casi todos los verbos llevan el sufijo -ovať (kontrolovať, "controlar").

### Ejemplos
| Palabra     | Traducción | Transcripción en AFI |
| ----------- | ---------- | -------------------- |
| tierra      | zem        | [ˈzɛm]               |
| cielo       | nebo       | [ˈɲɛbɔ]              |
| agua        | voda       | [ˈvɔda]              |
| fuego       | oheň       | [ˈɔɦɛɲ]              |
| niño        | chlapec    | [ˈxlapɛt͡s]           |
| hombre      | muž        | [ˈmuʃ]               |
| mujer       | žena       | [ˈʒɛna]              |
| comer       | jesť       | [ˈjɛsc]              |
| beber       | piť        | [ˈpic]               |
| grande      | veľký      | [ˈvɛʎkiː]            |
| pequeño     | malý       | [ˈmaliː]             |
| noche       | noc        | [ˈnɔt͡s]              |
| día         | deň        | [ˈɟɛɲ]               |
| buenos días | dobrý deň  | [ˈdɔbriː ɟɛɲ]        |

## Dialectos

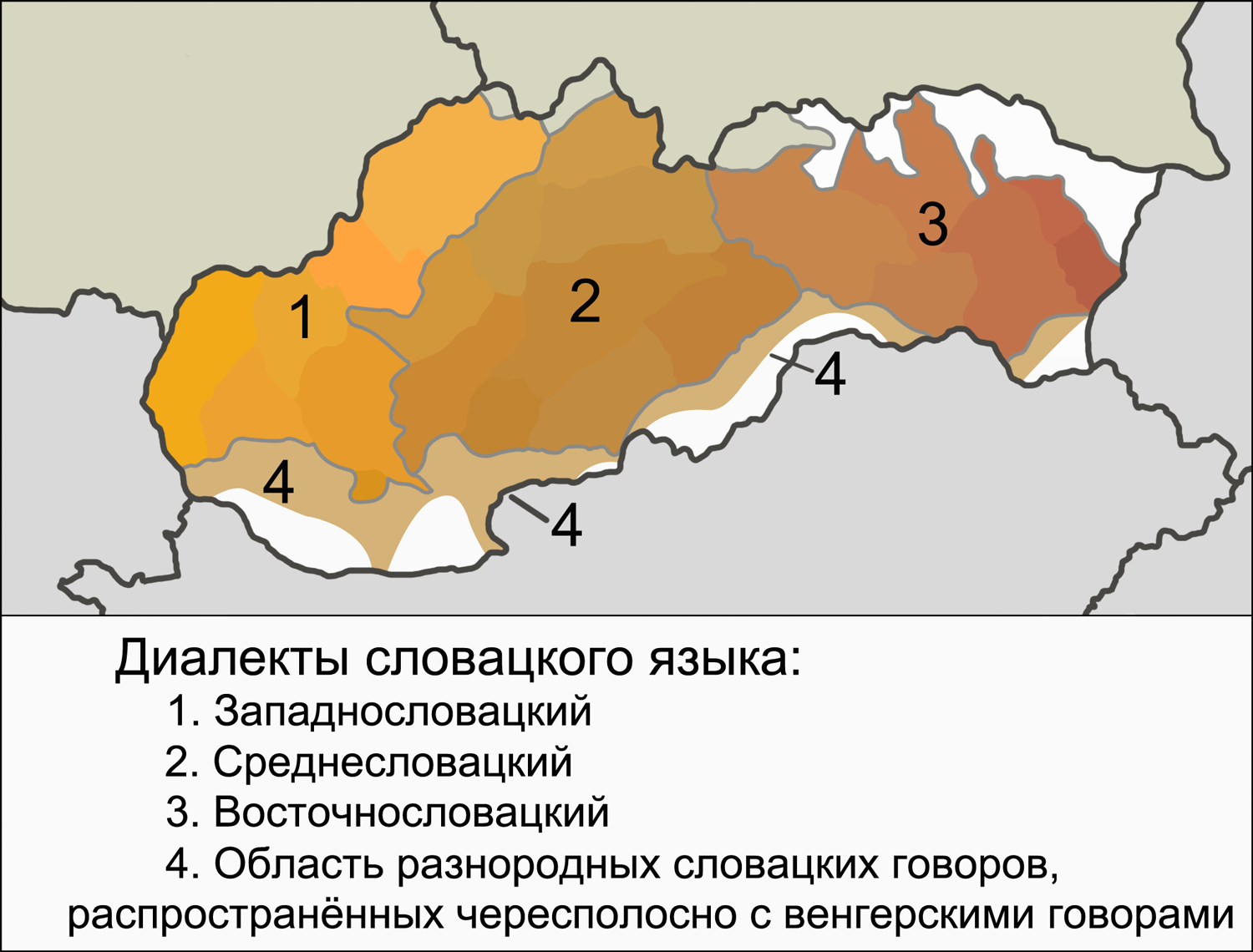
Los dialectos del eslovaco:
1. Eslovaco occidental
2. Eslovaco central
3. Eslovaco oriental
4. Húngaro y otros dialectos eslovacos

En Eslovaquia existen diversos dialectos, que se clasifican en tres grupos principales: el eslovaco occidental (más cercano al checo), el eslovaco central (en el que se basa la lengua literaria) y el eslovaco oriental. Los tres forman un continuo dialectal ininterrumpido. Su uso, sin embargo, tiende a disminuir; el eslovaco estándar, o literario, es el único que se utiliza en la educación y los medios de comunicación. Los grupos dialectales difieren principalmente en la fonología, el vocabulario y la entonación. Las diferencias sintácticas son menos relevantes.
En ocasiones suele mencionarse un cuarto grupo dialectal, los llamados "dialectos de las tierras bajas" (dolnozemské nárečia, en referencia a la Llanura panónica), hablados en el actual sureste de Hungría (en torno a Békéscsaba), Voivodina (Serbia), el oeste de Rumanía y la Sirmia croata, es decir, fuera de las fronteras de la actual Eslovaquia. Este cuarto grupo dialectal a menudo no se considera un grupo separado, sino más bien un subgrupo de los dialectos eslovacos centrales y occidentales, aunque actualmente está experimentando cambios debido al contacto con los idiomas circundantes (serbocroata, rumano y húngaro) y a su prolongada separación geográfica y política de Eslovaquia.
Los dialectos del eslovaco se dividen a su vez en varias hablas o subdialectos. Esta considerable fragmentación dialectal del eslovaco puede explicarse por varios factores, como el relativo aislamiento de determinadas regiones montañosas, las migraciones de la población eslovaca, que dieron lugar a una mezcla de tipos dialectales, o los contactos de ciertos dialectos con otras lenguas (eslavas y no eslavas).
La transmisión generacional de los dialectos es fundamentalmente oral, ya que en las escuelas únicamente se enseña el eslovaco normativo. Hoy en día su uso cotidiano ha quedado restringido a los habitantes de las zonas rurales, aunque es frecuente encontrar rasgos dialectales locales en la lengua coloquial oral de las zonas urbanas. Además de en la comunicación oral, en la literatura eslovaca (incluida la contemporánea) es frecuente el uso de formas dialectales; en los textos se utilizan rasgos dialectales (principalmente en el habla coloquial) para caracterizar a los personajes y crear un "ambiente local". También se publica literatura en dialecto.

### Eslovaco occidental
El eslovaco occidental se habla en la zona de Kysuce, Bratislava, Esztergom, Komárno, Nitra y Trenčín. Comparte características con el checo, especialmente con los dialectos moravos.
- La regla rítmica no existe en estos dialectos.
- Casi todas las yers se han convertido en e: rež ("centeno", estándar: raž).
- La vocal nasal *ę ha evolucionado hacia a o á (la ä no existe): maso ("carne", estándar: mäso).
- la ľ no existe y se sustituye sistemáticamente por l.
- No hay diptongos: ô se convierte en ó o ú, ie en é o í.
- La v al final de la palabra se pronuncia f.
- Los sustantivos neutros terminados en -e terminan en -o: vajco ("huevo", estándar: vajce).
- La terminación del instrumental femenino es -u o -ú en lugar de -ou.
- La terminación del infinitivo es -t en lugar de -ť.
- La negación de byť en el tiempo presente se forma con neni en lugar de nie.
- La terminación -ia de los sustantivos animados masculinos plurales se convierte en -é o -ié.

### Eslovaco central
Se hablan dialectos del eslovaco central en las regiones de Liptov, Orava, Turiec, Tekov, Hont, Novohrad, Gemer y Zvolen. Dado que el eslovaco estándar se ha desarrollado sobre la base del eslovaco central (especialmente el dialecto hablado en la zona de Martin), este grupo de dialectos es el más cercano a la lengua literaria. Sin embargo, existen algunas diferencias:
- La -l de los verbos en pasado se convierte en -u: dau ("[él] dio", estándar: dal).
- Puede aparecer la ä detrás de consonantes que no sean labiales: kämeň ("piedra", estándar: kameň).
- Los grupos de consonantes tl y dl se simplifican a l.
- La terminación neutra de los adjetivos es -uo en lugar de -é.
- La tercera persona del plural de byť es sa en lugar de sú.

### Eslovaco oriental
Las variedades dialectales orientales se hablan en la zona de Spiš, Šariš, Zemplín y Abov, y son las más alejadas de la lengua literaria. Algunas características las relacionan con el polaco.
- No existen vocales largas. Los diptongos se simplifican en la mayoría de zonas.
- Casi todas las yers se han convertido en e: oves ("avena", estándar: ovos).
- La vocal nasal *ę ha evolucionado a e o ia: meso ("carne", estándar: mäso).
- La v al final de palabra se pronuncia f.
- Las consonantes silábicas no existen y en su lugar se inserta una vocal: verch ("cumbre", estándar: vrch).
- Ť y ď se pronuncian c y dz: dzeci ("niños", estándar: deti).
- Los sustantivos neutros terminados en -e terminan en -o: vajco ("huevo", estándar: vajce).
- Los pronombres posesivos en el nominativo plural terminan en -o: mojo dzeci ("mis hijos", estándar: moje deti).
- El genitivo y el locativo plural de los nombres termina en -och en todos los géneros. El dativo plural es -om para todos los géneros, mientras que en el eslovaco estándar esta terminación se restringe a los sustantivos masculinos.
- El pasado de byť es bul en lugar de bol.
- "Qué" se dice co en lugar de čo.

## Normativa

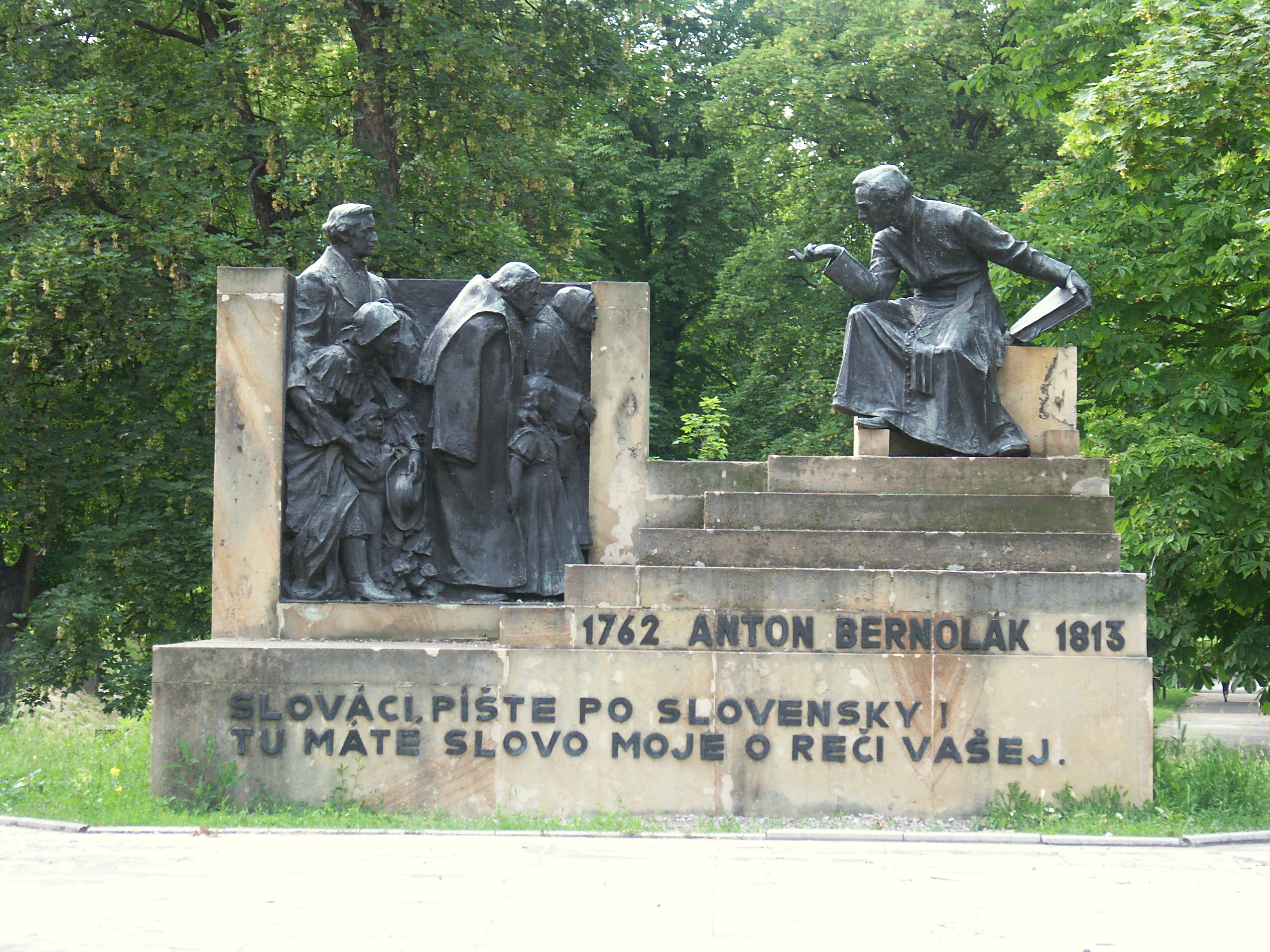
"Slováci, píšte po slovensky! Tu máte slovo moje o reči vašej." ("¡Eslovacos, escribid en eslovaco! Aquí tenéis mi palabra sobre vuestra lengua."): monumento a Anton Bernolák en Trnava, sacerdote y lingüista pionero en la normalización del eslovaco.

El eslovaco estándar o literario (spisovná slovenčina) está regulado por la Ley 270/1995 del Consejo Nacional de la República Eslovaca sobre el idioma estatal de la República Eslovaca ("Ley de la Lengua Estatal"). De acuerdo con esta ley, el Ministerio de Cultura aprueba y publica la forma codificada del eslovaco a iniciativa de institutos lingüísticos eslovacos especializados en el campo de la lengua estatal. Tradicionalmente esta labor ha recaído en el Instituto de Lingüística Ľudovit Štúr, que forma parte de la Academia Eslovaca de Ciencias. En la práctica, el Ministerio de Cultura publica un reglamento (el actualmente vigente fue publicado el 15 de marzo de 2021) en el que se prescriben las obras de referencia autorizadas que rigen el uso oficial del eslovaco. Estas son:
- Ján Doruľa et al. (ediciones posteriores de J. Kačala J., M. Pisarčíková et al.): Krátky slovník slovenského jazyka. ["Breve diccionario de la lengua eslovaca"] (abr. KSSJ):
  - 1.ª edición: Veda, Bratislava, 1987.
  - 2.ª edición: Veda, Bratislava, 1989
  - 3.ª edición: Veda, Bratislava, 1997
  - 4.ª edición: Veda, Bratislava, 2003, versión en línea: slovnik.juls.savba.sk + slovnik.juls.savba.sk (PDF; 493 kB)
  - 5.ª edición: Vydavateľstvo Matice slovenskej, Martin, 2020, sin versión en línea.
- Varios autores: Pravidlá slovenského pravopisu. ["Reglas de ortografía eslovaca"] (abr. PSP):
  - 1.ª edición: Státní nakladatelství, Praga, 1931.
  - 1.ª ("2.ª") edición: Matica slovenská, Martin, 1940
  - 1.ª ("3.ª") - 11.ª ("13.ª") edición: Vydavateľstvo SAV, Bratislava, 1953-1971
  - 1.ª edición ("14.ª"): Veda, Bratislava, 1991
  - 2.ª edición ("15.ª"): Veda, Bratislava, 1998
  - 3.ª edición ("16.ª"): Veda, Bratislava, 2000,
  - 4.ª edición ("17.ª"): Veda, Bratislava, 2013, versión en línea: juls.savba.sk
- Ábel Kráľ: Pravidlá slovenskej výslovnosti. ["Reglas de pronunciación eslovaca"] (abr. PSV):
  - 1.ª edición: SPN, Bratislava, 1984.
  - 2.ª edición: SPN, Bratislava, 1988
  - 3.ª edición: SPN, Bratislava, 1996
  - 1.ª edición ("4.ª"): Matica slovenská, Martin, 2005
  - 2.ª ("5.ª") edición: Matica slovenská, Martin, 2009
  - 3.ª ("6.ª") edición: Matica slovenská, Martin, 2016
- J. Ružička et al: Morfológia slovenského jazyka. ["Morfología de la lengua eslovaca"] (abr. MSJ), Vydavateľstvo SAV, Bratislava, 1966, versión en línea.

La forma codificada es de uso obligatorio en diferentes ámbitos de la sociedad: es la única en la que trabaja la administración pública, la justicia y la sanidad, y es la única que se enseña en las escuelas primarias y secundarias. El carácter preceptivo del uso de la lengua eslovaca literaria se deriva tanto de la Ley de la Lengua Estatal como de otras leyes (por ejemplo, en el ámbito de la publicidad, en el etiquetado de alimentos y otros productos de consumo, en los avisos y letreros, etc.).

### Aprendizaje y guías de conversación
- Naughton, James (1997). Colloquial Slovak. The Complete Course for Beginners (en inglés). Routledge. ISBN 978-0-415-11540-7.
- Bohmerová, Ada (1996). Slovak for You / Slovenčina pre vás (en inglés). Perfekt. ISBN 978-0-86516-331-7.
- Renáta Kamenárová, Eva Španová, Hana Tichá, Helena Ivoríková, Zuzana Kleschtová, Michaela Mošaťová: Krížom-krážom. Slovenčina A1. Univerzita Komenského, Bratislava 2007, ISBN 978-80-223-2441-0.
- Renáta Kamenárová, Eva Španová, Helena Ivoríková, Dorota Balšínková, Zuzana Kleschtová, Michaela Mošaťová, Hana Tichá: Krížom-krážom. Slovenčina A2. Studia Academica Slovaca, centrum pre slovenčinu ako cudzí jazyk, Univerzita Komenského, Bratislava 2009, ISBN 978-80-223-2608-7.
- Emília Nemcová, Viera Nemčoková: Slovenčina interkultúrne B1. Lettera, Plovdiv 2009, ISBN 978-954-516-636-5.
- John Nolan (2006). Slowakisch Wort für Wort (Diana Lemay, trad.) [Le Slovaque de poche]. Langues de poche (en francés). Assimil. ISBN 978-2-7005-0380-7.

### Gramática
- Boisserie, Étienne; Jamborová, Diana; Křecková, Vlasta (2009). Parlons slovaque - Une idiome slave (en francés). Paris: L’Harmattan. ISBN 978-2-296-10619-2.
- Mistrík, Jozef (1988). A Grammar of Contemporary Slovak (en inglés) (2). Bratislava: Slovenské pedagogické nakladateľstvo.
- Dvonč, Ladislav; Horák, Gejza; Miko, František; Mistrík, Jozef; Oravec, Ján; Ružička, Jozef; Urbančok, Milan (1966). Morfológia slovenského jazyka (en eslovaco). Bratislava: Slovenská akadémia vied.
- Pauliny, Eugen; Ružička, Jozef; Štolc, Jozef (1968). Slovenská gramatika (en eslovaco) (5). Bratislava: Slovenské pedagogické nakladateľstvo.
- Sussex, Roland; Cubberley, Paul (2006). The Slavic Languages (en inglés). Cambridge: Cambridge University Press. ISBN 978-0-521-22315-7.
- Short, David; Comrie, Bernard; Corbett, Greville G. (1993). Slovak. The Slavonic Languages (en inglés). Routledge. pp. 533-592. ISBN 0-415-04755-2.
- Hanulíková, Adriana; Hamann, Silke (2010). «Slovak». Journal of the International Phonetic Association (en inglés) 40 (3). pp. 373-378.
- Gramatika súčasnej slovenčiny (en eslovaco). Lingea. 2014. p. 239. ISBN 978-80-8145-017-4. Lingea.

### Historia
- Kačala, Ján; Krajčovič, Rudolf (2006). Prehľad dejín spisovnej slovenčiny (en eslovaco). Martin: Matica slovenská. ISBN 80-7090-813-0.
- Králik, Ľubor (2015). Stručný etymologický slovník slovenčiny (en eslovaco). Bratislava: Veda. ISBN 978-80-224-1493-7.